# Liste lateinischer Phrasen/S

## Sacrificium
Sacrificium intellectus
„Opfer des Verstandes“ – Für Glauben wider besseres Wissen

## Sacrilegia
Sacrilegia minuta puniuntur, magna in triumphis feruntur.
„Kleine Verbrechen werden bestraft, große im Triumph gefeiert.“ – Seneca, epistulae morales 87,23.
Dies entspricht in etwa dem Sprichwort „Die Kleinen hängt man, die Großen lässt man laufen“.

## Sacrum

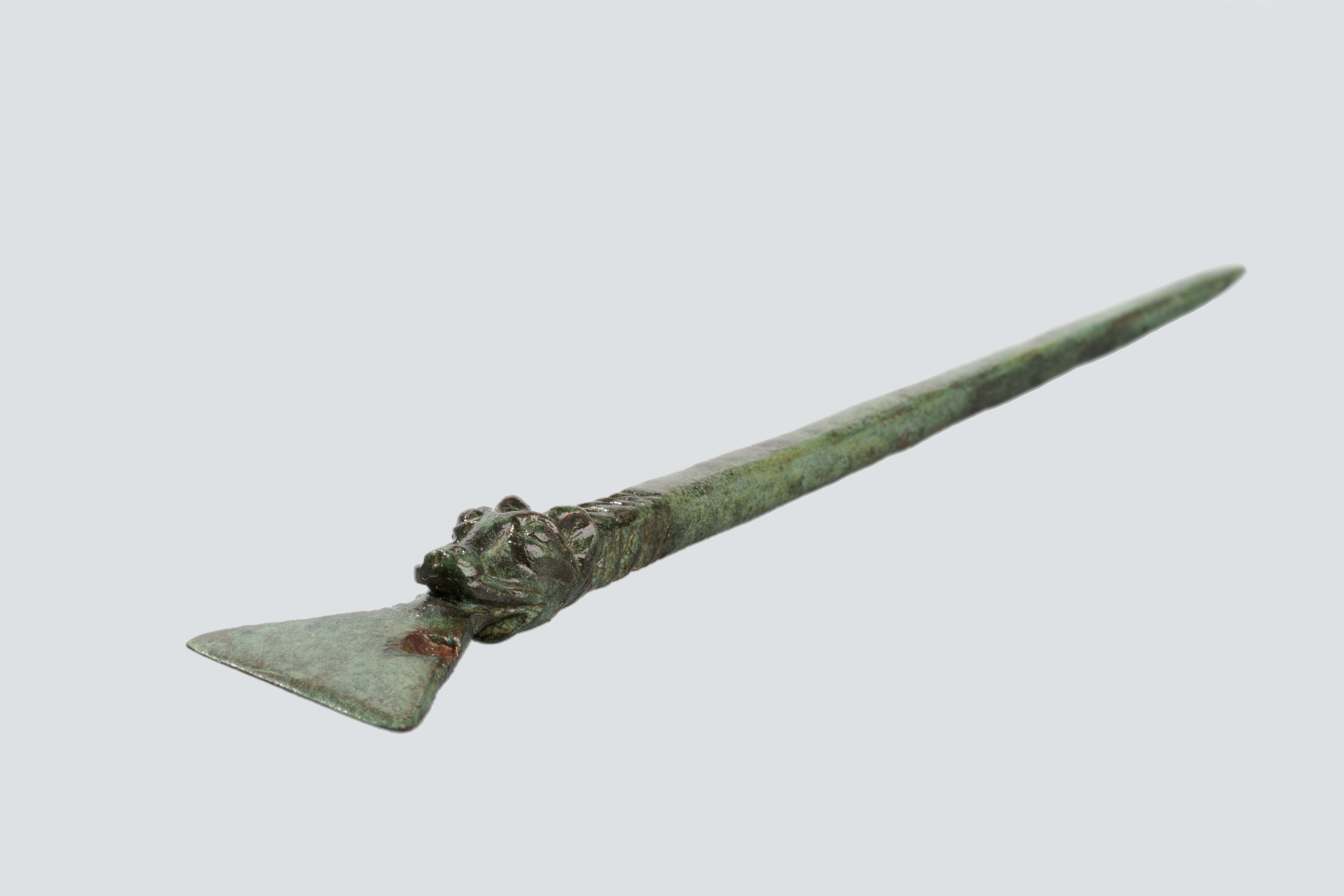
Römischer Stilus: vorn das breite Ende zum Glätten des Wachses, hinten das spitze Ende zum Schreiben

Sacrum Romanum Imperium
„Heiliges Römisches Reich“ – Offizielle Bezeichnung für den Herrschaftsbereich der römisch-deutschen Kaiser vom Mittelalter bis zum Jahr 1806. Seit dem 15. Jahrhundert setzte sich allmählich der Zusatz Deutscher Nation („Sacrum Romanum Imperium Nationis Germanicae“) durch.

## Saepe
Saepe stilum vertas!
„Wende oft den Griffel!“ – Horaz, Satiren 1,10,72.
Gemeint ist: „Dreh den Griffel (Stilus) um und lösche mit dem breiten Ende das auf der Wachstafel Geschriebene“
Fortsetzung (v. 72f): „iterum quae digna legi sint scripturus“
„um nochmals zu schreiben, was lesenswert sein soll“
Saepe tacens vocem verbaque vultus habet.
„Oft hat ein schweigendes Gesicht Stimme und Worte.“ – Ovid, Ars amatoria, 1,574.

## Sal
Sal Atticus
„Attisches Salz“ – Damit ist der geistreiche, satirische Witz gemeint, wie er für das urbane Sprechen typisch war.
Der Ausdruck geht zurück auf Cicero, de oratore (Über den Redner) 2,217. Dort heißt es, dass die gute Rede auch witzig sein soll, dass sich dies aber der theoretischen Darlegung entzieht; Meister dieser „salsa“ (gesalzenen Witze) seien die Griechen und besonders die Bewohner Attikas gewesen: „praeter ceteros Attici excellunt“ (vor allen anderen tun sich hierin die Leute in Attika hervor).
Sal sapit omnia.
„Salz würzt alles.“

## Saltus
Saltus in demonstrando
„Sprung in der Beweisführung“

## Salus/Salutem
Salus aegroti suprema lex (esto).
„Das Heil des Kranken sei höchstes Gesetz!“
Salus populi suprema lex (esto).
„Das Wohl des Volkes sei das höchste Gesetz!“ – Cicero de legibus 3,8. Dort heißt es über die Konsuln: „Mit königlicher Gewalt soll es zwei geben, […] sie sollen den Oberbefehl haben und sie sollen niemandem unterstellt sein (wörtlich: niemandem gehorchen). Für sie soll das Wohl des Volks das oberste Gesetz sein.“ Damit erklärt Cicero das öffentliche Wohl zur Staatsmaxime.
Staatsmotto des US-Bundesstaats Missouri
Salus publica suprema lex.
„Das öffentliche Wohl ist das höchste Gesetz“ – Überschrift auf dem dritten Flugblatt der Widerstandsgruppe Weiße Rose.
Salus ubi consilium
„Heil, wo Rat (ist)“
Salutem et felicitatem!
„Heil und Glück!“

## Salva
Salva venia
„unter Beibehaltung der Nachsicht“ – mit Verlaub. Bitte um Erlaubnis, einen ansonsten anstößigen Ausdruck verwenden zu dürfen.
Andere Variante: Sit venia verbo.
Salva veritate
„Unbeschadet der Wahrheit“ – Gesagt vom korrekten Austausch eines Begriffes durch einen anderen.

## Salve/Salvete
Salve pater patriae! Bibas, princeps optime!
„Sei gegrüßt, Vater des Vaterlands! Trinke, bester Fürst!“ – Grußwort beim jährlichen Starkbieranstich auf dem Nockherberg. Die erste Maß, die früher dem Kurfürsten zustand, wird seit 1965 dem bayerischen Ministerpräsidenten gereicht.
Salve Regina
„Sei gegrüßt, Königin“ – Das Salve Regina ist eine marianische Antiphon, die mit den Worten beginnt:
„Salve, Regina, mater misericordiae“
„Sei gegrüßt, o Königin, Mutter der Barmherzigkeit.“
Salvete, discipuli discipulaeque.
„Seid gegrüßt, Schüler und Schülerinnen!“ – lateinische Begrüßung bei Unterrichtsbeginn

## Salvo
Salvo errore et omissione (s. e. e. o.)
„Irrtum und Auslassung vorbehalten“
Salvo (honoris) titulo (SHT)
„Den (Ehren-)Titel unbenommen“ – Wenn der Titel, weil unbekannt, in einem Anschreiben ausgelassen wird.

## Sancta

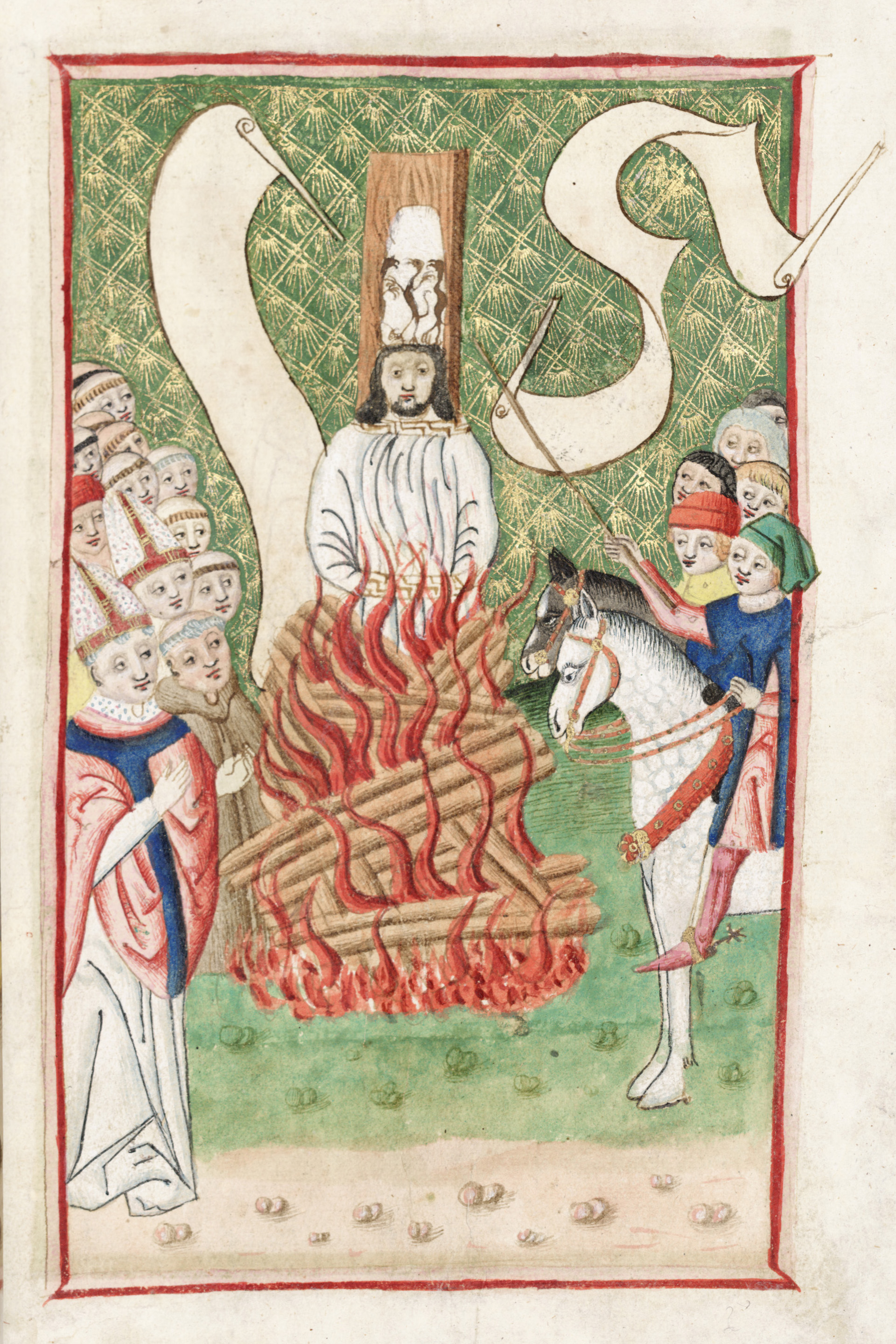
Sancta simplicitas: Jan Hus auf dem Scheiterhaufen

Sancta sedes
„Der Heilige Stuhl“ – Die Bezeichnung Heiliger Stuhl wurde früher auch anderen bedeutenden Bischofssitzen zuerkannt. Im Zuge der Säkularisierung fiel diese Bezeichnung jedoch weg. Ausnahmen bilden das Bistum Rom sowie das Bistum Mainz, welches die Bezeichnung „Heiliger Stuhl von Mainz“ führt, vollständig lateinisch „Sancta sedes Moguntina ecclesiae Romanae specialis vera filia“ („Heiliger Stuhl von Mainz, besondere wahre Tochter der Römischen Kirche“).
Sancta simplicitas
„Heilige Einfalt!“ – „O sancta simplicitas!“ soll der zum Tod auf dem Scheiterhaufen verurteilte Reformator Jan Hus 1415 ausgerufen haben, als er sah, wie eine übereifrige Frau weiteres Holz brachte.
„Sancta simplicitas!“ ruft auch Mephisto in Goethes „Faust“, als Faust meint, man müsse erst nach Padua reisen, um den Totenschein für Marthes Mann zu bekommen.

## Sanctificetur
Sanctificetur nomen tuum.
„Geheiligt werde dein Name.“ – Bitte aus dem Vaterunser.

## Sanctum/Sanctus
Sanctum Officium
„Heiliges Amt“ – Das Dikasterium für die Glaubenslehre wurde von Papst Paul III. mit der Konstitution „Licet ab initio“ vom 21. Juli 1542 als „Congregatio Romanae et universalis Inquisitionis“ („Kongregation der römischen und allgemeinen Inquisition“) gegründet, um die Kirche vor Häresien, also abweichenden Glaubensvorstellungen, zu schützen. Von 1908 bis 1965 führte die Institution den Titel Sacra Congregatio Sancti Officii  oder kurz Sanctum Officium.
Sanctus, sanctus, sanctus Dominus Deus Sabaoth.
„Heilig, heilig, heilig Gott, Herr aller Mächte und Gewalten.“ – Anfang des Sanctus im Deutschen Messbuch.

## Sanguis

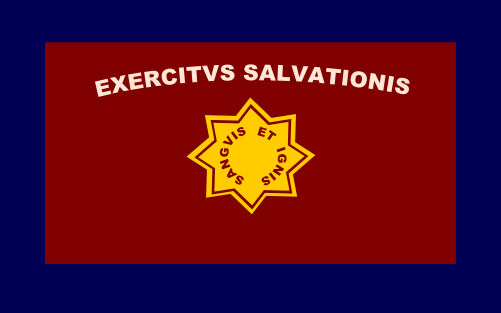
Flagge der Heilsarmee („Exercitus salvationis“) mit Motto Sanguis et ignis im Stern

Sanguis et Cinis
„Blut und Asche“ – Name einer 1994 gegründeten österreichischen Band
Sanguis et ignis
„Blut und Feuer“ – Motto auf der Flagge der Heilsarmee (englisch: Blood & Fire)

## Sapere
Sapere aude
„Wage zu denken!“ – Das Zitat stammt aus den Briefen des Dichters Horaz und lautet dort:
„Dimidium facti qui coepit habet: sapere aude.“ – „Wer begonnen hat, hat schon zur Hälfte gehandelt. Wage zu denken!“
Bekannt wurde dieses Zitat durch die Übersetzung von Immanuel Kant in seinem Essay Beantwortung der Frage: Was ist Aufklärung von 1784 als Leitgedanke der Aufklärung. Dort heißt es:
„Habe den Mut dich deines eigenen Verstandes zu bedienen!“

## Sapiens/Sapienti
Sapiens omnia sua secum portat
„Der Weise trägt all das Seinige mit sich.“ – Cicero zitiert so den von Terentius überlieferten Bias von Priene.
Siehe auch Omnia mea mecum porto.
Sapienti sat
„Für einen Klugen genug“ – Über etwas wurde alles Nötige gesagt und es ist überflüssig, darüber weiter zu diskutieren.
Der Satz lautet bei Terenz (Phormio 541) vollständig: „Ah, dictum sapienti sat est“ („Ah, für einen Klugen ist genug gesagt“).

## Satanas
Satanas miserere eorum!!
„Satan, erbarme dich ihrer!!“ – Zitat aus Else Lasker-Schülers Chronica

## Satura
Satura tota nostra est.
„Die Satire gehört ganz uns.“ – Die Römer führten die Satire auf die Spottverse des römischen Dichters Lucilius zurück. Quintilians stolzer Satz: „Satura quidem tota nostra est“ („Die Satire freilich ist ganz unser“, Institutio Oratoria X, 1) belegt, wie bedeutsam den Römern diese literarische Gattung erschien: Diese als einzige hatten sie nicht von den Griechen übernommen.

## Saxa/Saxum

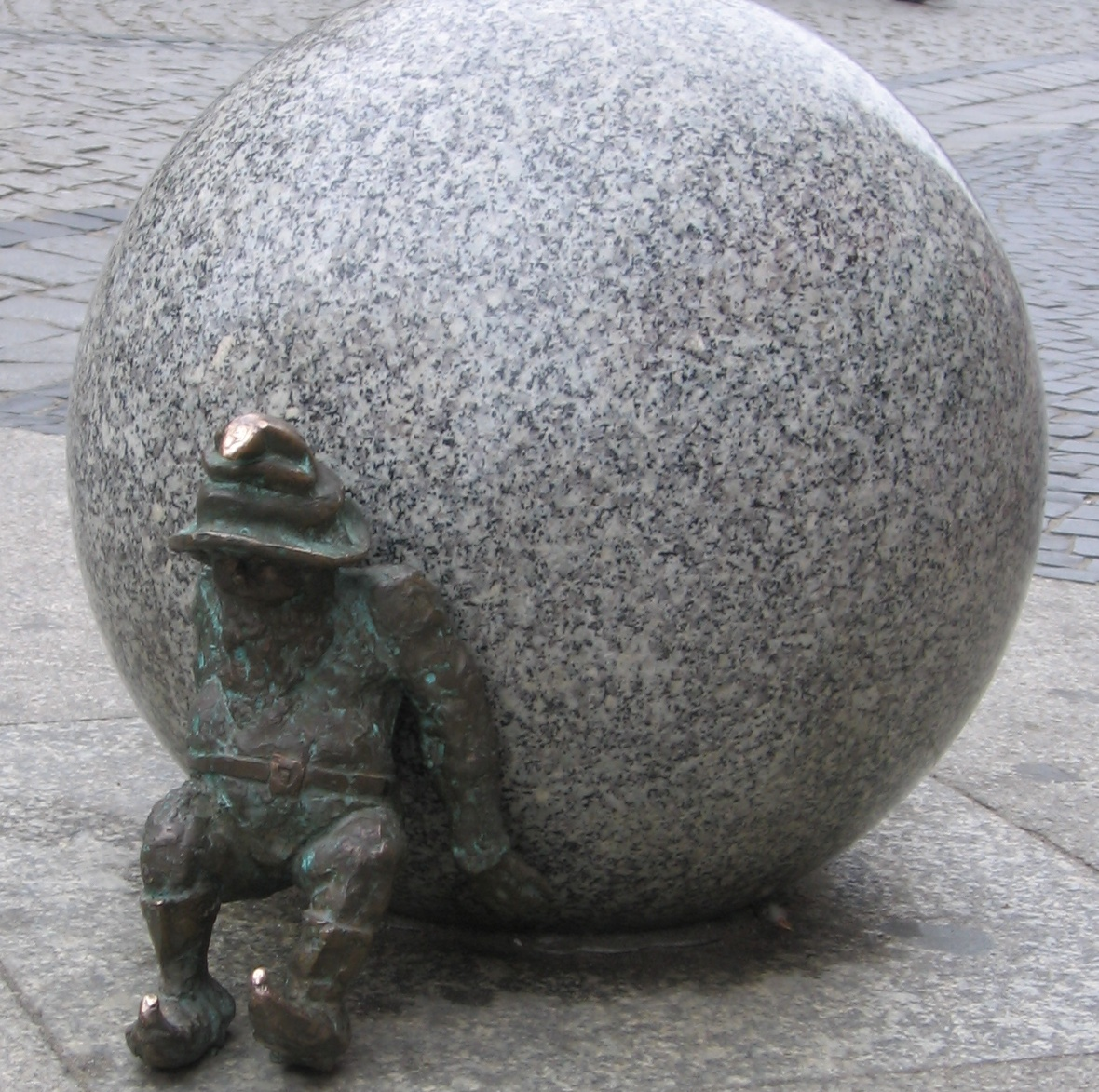
Skulptur mit Sisyphus in Aktion

Saxa loquuntur.
„Die Steine sprechen.“ – Losung der Geologen, Paläontologen, Epigraphiker und Steindrucker, die dem Evangelium nach Lukas entnommen ist, wo Jesus sagt:
„Ich sage euch, wenn sie schweigen, dann werden die Steine schreien!“ (Lukas 19,40 )
Saxum Sisyphi volvere
„Den Stein des Sisyphus wälzen“ – Zitat aus den Werken des Dichters Terenz, wo er beschreibt, wie Sisyphus den Stein den Berg hinauf wälzt.
Saxum volutum non obducitur musco.
„Ein Stein, der gewälzt wird, wird nicht von Moos überwachsen.“ – Sentenz des Dichters Publilius Syrus, auf die das englische Sprichwort A rolling stone gathers no moss zurückgeht.

## Sciebam
Sciebam me genuisse mortalem.
„Ich wusste, dass ich einen Sterblichen gezeugt habe.“ – Reaktion des griechischen Philosophen Anaxagoras auf die Nachricht vom Tod seines Sohnes.

## Scientia
Scientia potentia est.
„Wissen ist Macht.“ – Diese griffige Formel (englisch: “Knowledge itself is power.”) stammt aus den Schriften des englischen Philosophen Francis Bacon. Im lateinischen Original heißt es:

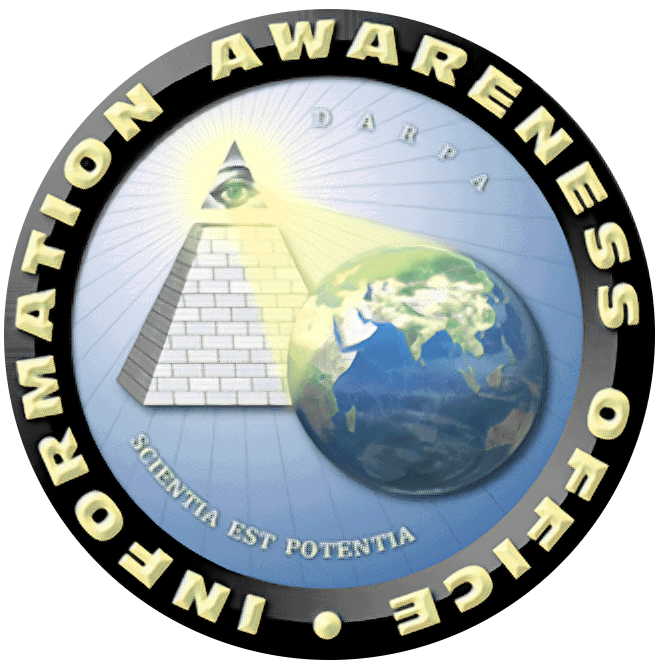
Scientia est potentia (IAO-Logo)

„Ipsa scientia potestas est.“
Wahl-/Leitspruch des EloKa-Bataillons 932 der Deutschen Bundeswehr in Frankenberg (Eder) und der zum Zwecke der Rasterfahndung eingerichteten US-Behörde Information Awareness Office (IAO).
Variante: „Scientia est potentia.“

## Scio/Scire
Scio me nihil scire.
„Ich weiß, dass ich nichts weiß.“ – Ungenaue Übersetzung eines Ausspruchs des griechischen Philosophen Sokrates in seiner Verteidigungsrede vor Gericht, im Griechischen als «Οἶδα οὐκ εἰδώς» („Oida ouk eidōs“) überliefert.
Scire volunt omnes, mercedem solvere nemo.
„Wissen wollen alle, Honorar zahlen keiner.“ – Zitat aus den Schriften des römischen Dichters Juvenal

## Scribere
Scribere qui nescit, nullum putat esse laborem.
„Wer nicht zu schreiben versteht, glaubt nicht, dass es Arbeit ist.“
Zitat, aus einem karolingischen Evangeliar, aus dem Essener Domschatz.

## Scripta
Scripta manent.
„Nur Geschriebenes ist von Dauer.“

## Scrutamini
Scrutamini scripturas.
„Suchet in der Schrift.“ Oder allgemeiner übersetzt „Durchforschet die Schriften.“ – Johannes 5, 39, im ganzen Vers: Scrutamini Scripturas, quia vos putatis in ipsis vitam aeternam habere; et illae sunt, quae testimonium perhibent de me. – „Ihr sucht in den Schriften, denn ihr meint, ihr habt das ewige Leben darin; und sie sind’s, die von mir zeugen“ (Joh 5,39 ).

## Scuto
Scuto bonae voluntatis tuae coronasti nos.
„Du hast uns mit dem Schild deines guten Willens gekrönt.“

## Sed
Sed fugit interea, fugit irreparabile tempus.
„Aber inzwischen flieht, flieht die unwiederbringliche Zeit.“ – Vergil
Sed omnes una manet nox.
„Doch alle erwartet die eine Nacht.“ – Zitat aus den Schriften des Dichters Horaz, das auf den Tod anspielt
Sed omnia praeclara tam difficilia quam rara sunt.
„Doch alles Vortreffliche ist ebenso schwierig wie selten.“
Sed praefulgebant Cassius atque Brutus eo ipso, quod effigies eorum non videbantur.
„Aber Cassius und Brutus leuchteten gerade dadurch hervor, dass ihre Bilder nicht zu sehen waren.“ – Von dieser Stelle aus den Werken des Tacitus über die Cäsar-Mörder Cassius und Brutus leitet sich die Redewendung „durch Abwesenheit glänzen“ her.
Sed quis custodiet ipsos custodes?
„Aber wer wird über die Wächter selbst wachen?“ – Dieser Satz von Juvenal bedeutet so viel wie: „Wer kontrolliert die Kontrolleure?“

## Sede/Sedes/Sedis

Wappen der Sedisvakanz

Sede plena
„Während der Stuhl besetzt ist“ – ein Apostolischer Administrator sede plena vertritt einen römisch-katholischen Bischof, wenn dieser im Amt ist, aber an der Ausübung seiner Amtsgeschäfte aus persönlichen oder disziplinarischen Gründen gehindert ist.
Sede vacante
„Während der Stuhl unbesetzt ist“ – Sedisvakanz ist der Zeitraum, in dem ein Bischofssitz in der katholischen Kirche nicht besetzt ist.
Sedes apostolica
„Der Apostolische Stuhl“ – Der Heilige Stuhl bezeichnet in seinem Selbstverständnis den Papst allein oder zusammen mit den Einrichtungen der römischen Kurie, mittels welcher die Leitung der römisch-katholischen Kirche ausgeübt wird.
Sedis vacantia
eigentlich „die Unbesetztheit des Sitzes“ – Zeitraum, in dem ein Amt, insbesondere ein Bischofsamt, vor allem aber das Papstamt in der katholischen Kirche, nicht besetzt ist, siehe Sedisvakanz.

## Semel
Semel catholicus, semper catholicus.
„Einmal katholisch, immer katholisch.“ – Grundsatz im Kanonischen Recht
Semel emissum volat inrevocabile verbum.
„Einmal ausgesandt, fliegt unwiderruflich das Wort.“ – Zitat aus den Schriften des römischen Dichters Horaz
Semel maior, semper maior
„Einmal erwachsen, immer erwachsen“ – Siehe Geschäftsfähigkeit im Internationalen Privatrecht.
Semel pro semper
„Ein für allemal“
Semel scriptum, decies lectum
„Einmal geschrieben (ist so gut wie) zehnmal gelesen“

## Semper

Flagge des US Marine Corps mit dem Spruchband „Semper fidelis“ ganz oben

Semper aliquid addiscendum est.
„Es gibt immer etwas dazuzulernen.“ – frei nach Cicero
Der Ausspruch könnte auf zwei Cicero-Stellen zurückgehen:
1. Cato maior de senectute, 8 (26): ut et Solonem versibus gloriantem videmus, qui se cotidie aliquid addiscentem dicit senem fieri, et ego feci qui litteras Graecas senex didici – „Wie wir auch an Solon sehen, der sich in Versen rühmt, er werde alt, indem er täglich etwas hinzulerne; so habe auch ich es gemacht und als alter Mann noch Griechisch gelernt.“
2. Laelius de amicitia, 104: Nam quid ego de studiis dicam cognoscendi semper aliquid atque discendi, in quibus remoti ab oculis populi omne otiosum tempus contrivimus – „Denn was soll ich von unseren Bemühungen sagen, immer etwas zu erkennen oder zu lernen, mit denen wir, fern von den Augen der Menge, all unsere freie Zeit verbracht haben?“

Semper aliquid haeret.
„Etwas bleibt immer hängen.“ – Francis Bacon frei nach Plutarch. Vollständig lautet das Zitat:
„Audacter calumniare, semper aliquid haeret.“ – „Verleumde nur dreist, etwas bleibt immer hängen.“
Semper apertus
„Immer offen“ – Leitspruch der Universität Heidelberg.
Zum ersten Mal begegnet der Spruch auf den beiden Seiten eines geöffneten Buchs, das vor dem Hintergrund des alten Heidelberg ein nach links aufsteigender pfälzischer Löwe in den Vorderpranken hält, im Jahr 1619 als Emblem Nr. 67 (Insignia Academiae Palatinae) in Emblematum ethico-politicorum centuria von Julius Wilhelm Zincgref. Dieser Kupferstich stammt von Merian dem Älteren und hat das alte Rektoratssigel der Universität als Vorbild. Dort fehlt im Buch des gekrönten Löwen allerdings der Spruch, so dass angenommen wird, er stamme von Merian oder Zincgref.
Das immer offene Buch ist das Symbol für Gelehrsamkeit, Wissensdurst und Unterricht.
Semper Augustus
„Allzeit Erhabener“ – Im Mittelalter wurde die Fehlübersetzung „immer Mehrer des Reiches“ Titelbestandteil Römisch-deutscher Kaiser. Die Fehlübersetzung entstand, indem Augustus fälschlich als aktives Partizipialkonstrukt von augere und nicht korrekt als passives übersetzt wurde.
Semper eadem
„Immer dieselbe“ – Wahlspruch von Elisabeth I., von 1558 bis 1603 Königin von England und Irland
Semper fidelis
„Stets treu“ – Motto einiger Institutionen, z. B. des US Marine Corps (dort meist in der Kurzform semper fi verwendet) und einiger Städte, wie zum Beispiel Exeter und Lemberg
Semper homo bonus tiro est.
Wörtlich: „Ein guter Mensch ist immer ein Anfänger.“ – Martial Epigramme 12,51,2.
Das Gedichtchen besteht aus zwei Zeilen:
„Warum unser Fabullianus so oft hintergangen wird, wunderst du dich, Aulus? Semper homo bonus tiro est.“ Die Antwort auf diese Frage übersetzt man wohl am besten so: „Ein anständiger Mensch zahlt immer Lehrgeld.“
Semper idem
„Immer der Gleiche.“ – Nach Cicero, Tusculanae disputationes 3,31, berichtete Xanthippe, der Gesichtsausdruck ihres Gatten Sokrates sei beim Ausgehen und beim Heimkommen „immer derselbe“ gewesen. Weiter heißt es:
„Iure erat semper idem vultus, cum mentis, a qua is fingitur, nulla fieret mutatio.“ – „Mit Recht war der Ausdruck immer derselbe, weil der Geist, durch den er entsteht, unverändert blieb.“
Später wurde das aus dem Satzgefüge gelöste „semper idem“ zur Bezeichnung der Beständigkeit.
Semper in metu
„Immer in Furcht“ – Gemeint ist die Gottesfurcht.
Semper paratus
„Immer bereit“ – Motto der Küstenwache der USA und der 2. Staffel des Objektschutzregiment der Luftwaffe (Bundeswehr, BRD)
Semper talis
„Immer ein solcher“ – „Stets gleich“; Wahlspruch des Wachbataillons beim deutschen Bundesministerium der Verteidigung.
Semper vigilans
„Immer wachsam“ – Leitspruch des Navy-Geheimdienstes in dem PC-Spiel und der Buchreihe Halo und des U-Bootes USS Houston der United States Navy sowie der Pentagon Force Protection Agency

## Senatus
Senatus Populusque Romanus (SPQR)
„Der Senat und das Volk von Rom“ – Offizieller Name der Römischen Republik. Gemeint sind damit die Patrizier, denen ursprünglich der Senat vorbehalten war, und die in der Volksversammlung beschließende plebs. Diese Abkürzung stand auch auf den Standarten der römischen Legionen.
Den Titel Senatus Populusque Romanus führt heute die Comune di Roma (Stadtgemeinde Rom).

## Sensu
Sensu
„Im Sinne (von)“ – vor allem in der Biologie (speziell Taxonomie) verwendet
Sensu auctorum (s. auct.)
„im Sinne der Autoren“ – vor allem in der Biologie (speziell Taxonomie) verwendet
Sensu auctorum europaeorum (s. auct. europ.)
„im Sinne europäischer Autoren“ – vor allem in der Biologie (speziell Taxonomie) verwendet
Sensu communi
„nach allgemeiner Auffassung“ – vor allem in der Biologie (speziell Taxonomie) verwendet
Sensu lato bzw. Sensu latiore (s. lat., s. l.)
„im weiten Sinne“ bzw. „im weiteren Sinne“ – vor allem in der Biologie (speziell Taxonomie) verwendet
Sensu originali (s. orig.)
„im ursprünglichen Sinne“ – vor allem in der Biologie (speziell Taxonomie) verwendet
Sensu stricto bzw. Sensu strictiore (s. str., s. s.)
„im engen Sinne“ bzw. „im engeren Sinne“ – vor allem in der Biologie (speziell Taxonomie) verwendet

## Sensus
Sensus communis
„Gemeinsinn“ – Gesunder Menschenverstand oder Sinn für Gemeinwohl

## Septem

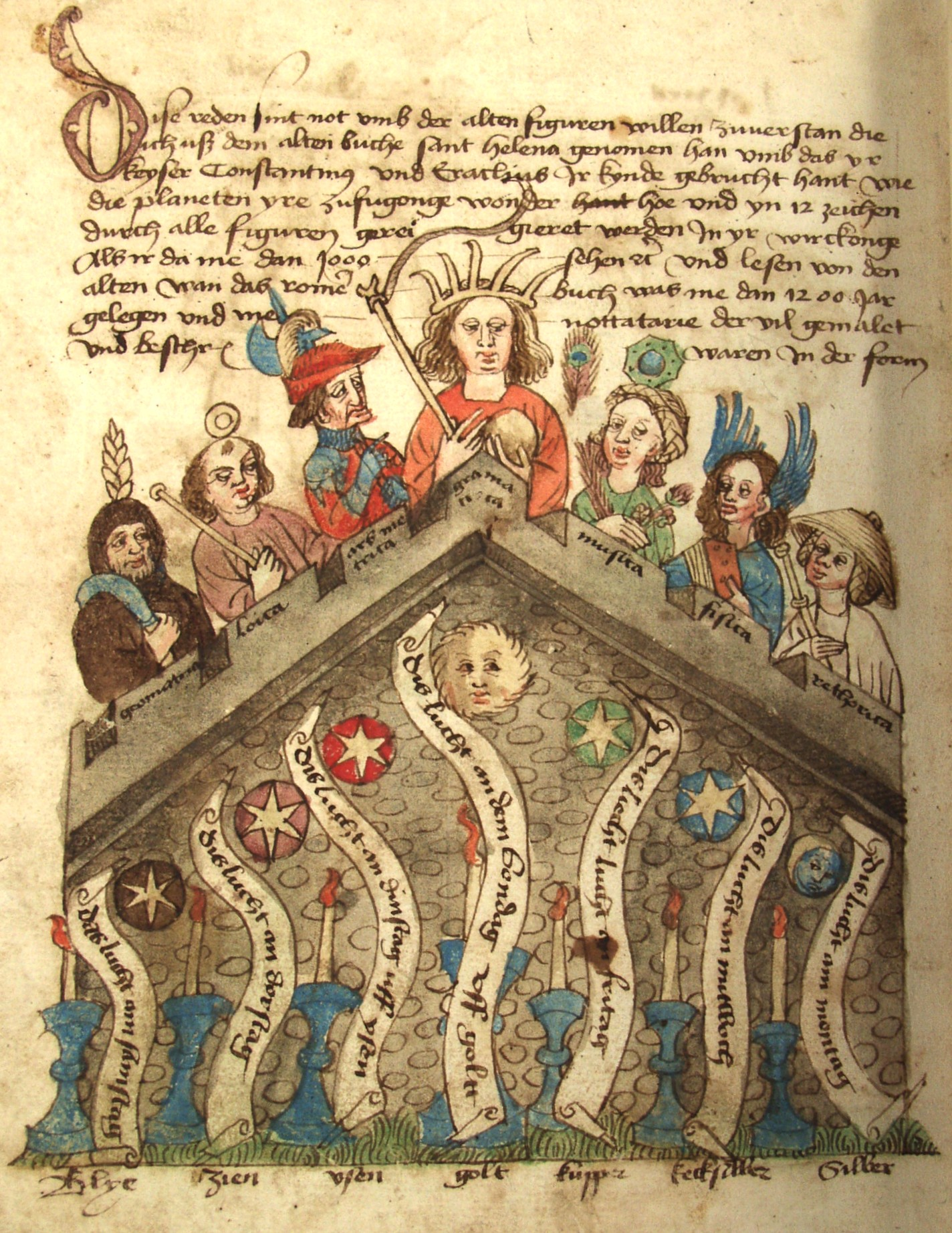
Die Sieben freien Künste im Tübinger Hausbuch

Septem artes liberales
Sieben Freie Künste – Die Sieben Freien Künste sind ein in der Antike entstandener Kanon von sieben Studienfächern, die nach römischer Vorstellung die „einem freien Mann“ ziemende Bildung darstellten. Die Freien Künste waren so bezeichnet, um sie gegenüber den praktischen Künsten (Artes mechanicae) als höherrangig zu bewerten. Man unterschied bei den Freien Künsten
1. das Trivium (Dreiweg) der sprachlich und logisch-argumentativ ausgerichteten Fächer
2. und das weiterführende Quadrivium (Vierweg) der mathematischen Fächer.

## Sera
Sera parsimonia in fundo est.
„Am Boden (gemeint: des Fasses) kommt die Sparsamkeit zu spät.“ – Vom Philosophen Seneca (Epistulae 1,5) als altes lateinisches Sprichwort im Zusammenhang mit dem richtigen Umgang mit der Lebenszeit zitiert. Im Alter mit seinen Beschwerden sei es zu spät, seine Lebenszeit nicht mehr verschwenden zu wollen.
Sera tamen tacitis Poena venit pedibus.
„Spät kommt dennoch Poena (d. h. die Straf- und Rachegöttin) leisen Schrittes.“ – Ein Pentameter aus Tibull 1,9,4.

## Serius
Serius aut citius sedem properamus in unam.
„Später oder schneller eilen wir zum gleichen Ruhesitz.“ – Gemeint ist damit der Tod. Ovid, Metamorphosen X, 33

## Sermo
Sermo datur cunctis, animi sapientia paucis.
„Die Sprache haben alle, einen klugen Verstand nur wenige“. – Dicta Catonis 1,10.
Diesem Hexameter voraus geht die Zeile „Contra verbosos noli contendere verbis!“ („Gegen die Schwätzer tritt nicht an mit Geschwätz!“)

## Sero
Sero molunt deorum molae.
„Die Mühlen der Götter mahlen sehr spät.“ – Entspricht dem deutschen Sprichwort „Gottes Mühlen mahlen langsam, aber sicher.“
Sero sapiunt.
„Spät kommen sie zu Verstand.“ – Aus einer verloren gegangenen Tragödie „Equus Troianus“ – „Das Trojanische Pferd“, die von Cicero (Ad familiares 7,16.1) zitiert wurde und auf die späte Einsicht der Trojaner anspielt, Helena zurückzugeben.
Sero te amavi.
„Spät habe ich dich geliebt.“ – Aus den Confessiones des Augustinus (0,27,38), in der er seine Bekehrung zum christlichen Glauben mit diesem Satz beschreibt:
„Sero te amavi, pulchritudo tam antiqua et tam nova, sero te amavi.“
„Spät habe ich dich geliebt, Schönheit, so alt und doch so neu, spät habe ich dich geliebt.“
Sero venientibus ossa
„Den (zu) spät Kommenden (gehören) die Knochen.“ – Entspricht dem deutschen Sprichwort „Wer nicht kommt zur rechten Zeit, der muss sehen, was übrig bleibt.“
Es existiert auch eine Variante mit Tarde.

## Serva
Serva me, servabo te.
„Rette mich, ich werde dich retten!“ – Entspricht dem deutschen Sprichwort Eine Hand wäscht die andere. Zitiert aus den Satyrica des römischen Schriftstellers Petron (44,3).

## Servus
Servus servorum Dei
„Diener der Diener Gottes“ – Ein Titel des Papstes

## Sesquipedalia
Sesquipedalia verba
„Anderthalb Fuß lange Wörter“ – Ohne Not gebrauchte lange und komplizierte Wörter. Wendung aus der Ars poetica des Dichters Horaz

## Si
Si alteram talem victoriam reportavero, mea erit pernicies.
„Wenn ich noch einen solchen Sieg erringe, ist es mein Untergang.“ – Resignierte Feststellung des Königs Pyrrhus nach der Schlacht von Asculum, seinem so genannten Pyrrhussieg, zitiert von Plutarch.
Si charta cadit, tota scientia vadit.
„Wenn das Blatt hinunterfällt, ist die ganze Wissenschaft dahin.“ – Maccharonischer Vers zur Karikierung eines Vortragenden, der nur aus seinem Manuskript ablesen kann.
Si comprehendis, non est Deus.
„Wenn du es verstehst, ist es nicht Gott.“ – Augustinus von Hippo; vergleiche Negative Theologie.
Si Deus nobiscum quis contra nos?
„Wenn Gott mit uns (ist), wer (dann) gegen uns?“ – „Wenn Gott auf unserer Seite ist, wer vermag dann etwas gegen uns?“ Wahlspruch des Königreiches Polen-Litauen und Ordensdevise des Großherzoglich Hessischen Philippsordens.

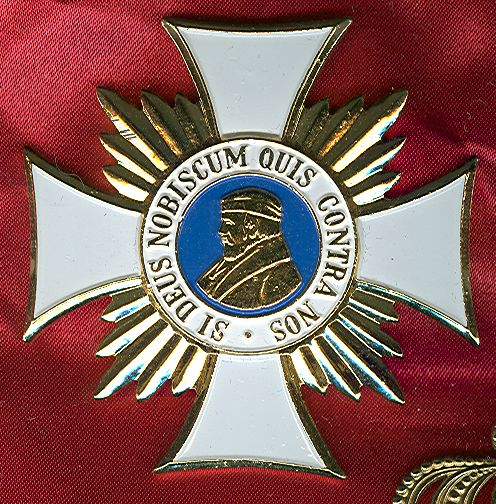
Verdienstorden Philipps des Großmütigen: Si Deus nobiscum quis contra nos?

Der Satz stammt, etwas abgewandelt, aus dem Brief des Paulus an die Römer 8,31, wo es in der Übersetzung der Vulgata heißt: „Si Deus pro nobis, quis contra nos?“ – „Ist Gott für uns, wer ist dann gegen uns?“ (Einheitsübersetzung)
Si felicitas esset in delectationibus corporis, boves felices diceremus, cum inveniant orobum ad comedendum.
„Wenn das Glück in den Genüssen des Körpers bestünde, würden wir Ochsen glücklich preisen, wenn sie eine Erbse zu fressen finden.“ – Albertus Magnus, De Veget.
Si Filius Dei es, descende de cruce.
„Wenn du der Sohn Gottes bist, dann steige herab vom Kreuz!“ – Aufforderung an den gekreuzigten Jesus nach dem Evangelium nach Matthäus (27,40)
Si fueris Romae, Romano vivito more!
„Wenn du in Rom bist, lebe nach römischer Art!“ – Augustinus zitiert diesen Satz des Ambrosius von Mailand als Antwort auf die Frage nach dem richtigen Verhalten. Das Zitat, ein Distichon, lautet vollständig:
Si fueris Romae, Romano vivito more!

    Si fueris alibi, vivito sicut ibi!
„Wenn du in Rom bist, lebe nach römischer Art!

     Wenn du anderswo bist, lebe wie (die anderen) dort!“
Der zum Sprichwort gewordene Satz wird meist etwas abgewandelt gebraucht:
„Si vivis Romae, Romano vivito more!“
Si libet, licet.
„Wenn es gefällt, ist es erlaubt.“
Si monumentum requiris, circumspice
„Wenn Du ein Denkmal suchst, sieh Dich um.“ – Album der Black-Metal-Band Deathspell Omega, Schreibweise „Si monvmentvm reqvires, circvmspice“.
Si mortem contemnis, timorem vincis.
„Wenn du den Tod verachtest, besiegst du die Furcht.“
Si parva licet componere magnis
„Wenn man Kleines mit Großem vergleichen darf“ – Vergil, Georgica 4,176.

Siegel des US-Bundesstaates Michigan mit dem Motto „Si quaeris peninsulam amoenam, circumspice“

Si quaeris peninsulam amoenam, circumspice.
„Wenn du eine liebliche Halbinsel suchst, schau um dich.“ – Motto des US-Bundesstaates Michigan: Der gesamte Staat befindet sich auf zwei Halbinseln an den Großen Seen.
Si quis dat mannos, ne quaere in dentibus annos.
„Wenn einer Ponys schenkt, suche nicht in den Zähnen die Jahre!“ – Vergleiche das ebenfalls gereimte deutsche Sprichwort „Einem geschenkten Gaul schaut man nicht ins Maul.“
Si tacent, satis dicunt.
„Wenn sie schweigen, sagen sie genug.“ – Cicero
Si tacuisses, philosophus mansisses.
„Wenn du geschwiegen hättest, so wärest du ein Philosoph geblieben.“ – Sinnspruch frei nach Boethius, in dessen Trost der Philosophie (2,7,20 f) jemand auf die Frage eines Möchtegern-Philosophen „Intellegis me esse philosophum?“ – „Erkennst du nun, dass ich ein Philosoph bin?“ antwortet:
„Intellexeram, si tacuisses“ – „Ich hätte es erkannt, wenn du geschwiegen hättest“.
Gelegentlich wird der Spruch als „Si tacuisses, philosophus fuisses“ wiedergegeben – „Wenn du geschwiegen hättest, so wärest du ein Philosoph gewesen“. In dieser Form ist das Zitat bereits in den Adagia des Erasmus von Rotterdam enthalten.
Der Gedanke findet sich auch im Alten Testament.
Si valeant homines, ars tua, Phoebe, vacet.
„Wenn die Menschen gesund sind, ruhe deine Kunst, Phoebus.“ – Ovid, Tristia 4,3,78.
Phoebus ist ein Beiname Apollons, des Gottes der Heilkunst.
Si vales bene est, ego quidem valeo.
„Wenn es dir wohlergeht, ist es gut, mir geht es jedenfalls gut.“ – Formel am Ende von Briefen, meist mit SVBEEQV abgekürzt
Si vir es, i!
„Wenn du ein Mann bist, geh!“
Si vis amari, ama!
„Wenn du geliebt werden willst, liebe!“ – Sprichwort. Seneca schreibt diesen Satz dem stoischen Philosophen Hekaton zu: „Hecaton ait, 'ego tibi monstrabo amatorium sine medicamento, sine herba, sine ullius veneficae carmine: si vis amari, ama'.“ – „Hekaton sagt: Ich werde dir ein Liebesmittel ohne Medikament, ohne Heilkräuter und ohne Zauberspruch zeigen: Wenn du geliebt werden willst, liebe!“ (Seneca, Epist. 9,6.)

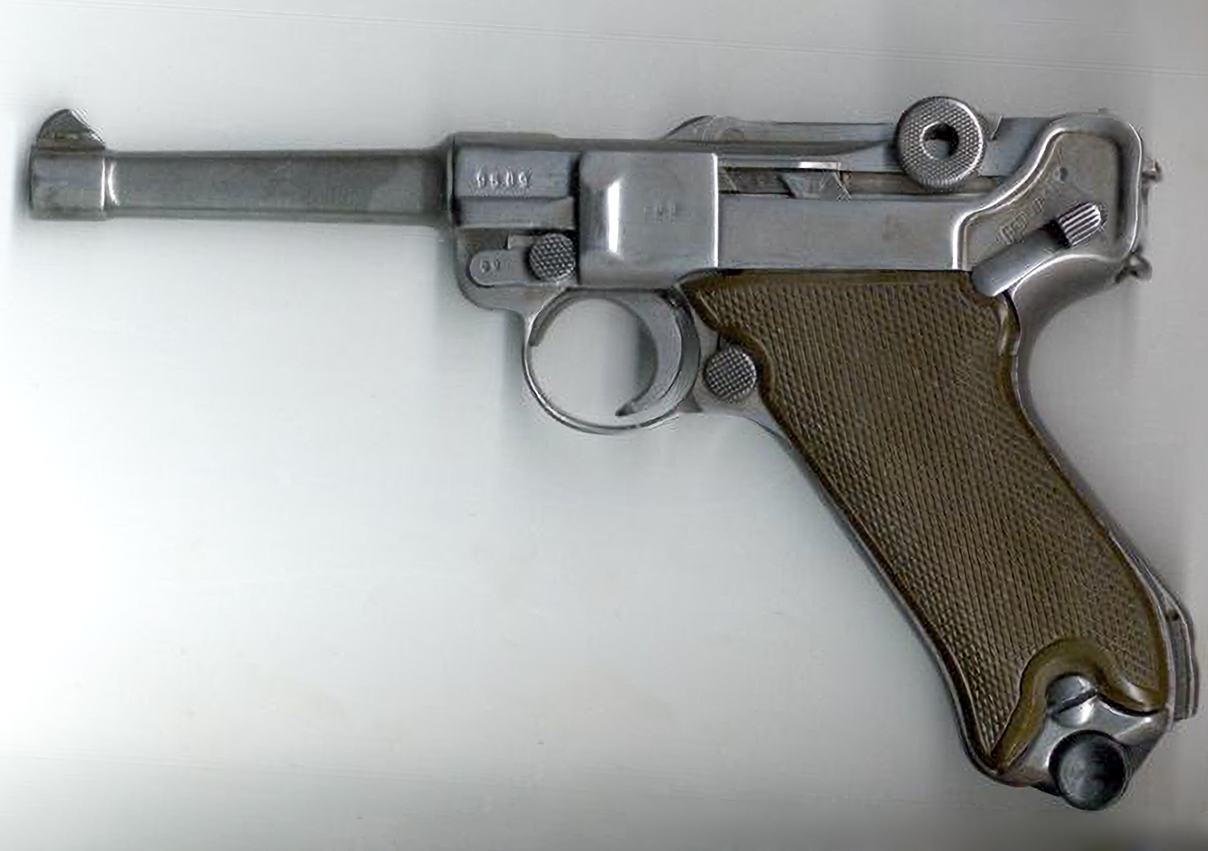
Parabellumpistole

Si vis pacem para bellum.
„Wenn du den Frieden willst, bereite den Krieg vor.“ – Von dieser Maxime abgeleitet ist der Markenname Parabellum, der für Handfeuerwaffen gebraucht wurde. Im englischen Sprachgebiet gibt es den Colt Peacemaker.
Eine andere Variante des Spruchs ist „Si vis pacem, para iustitiam“ – „Wenn du Frieden willst, sorge für Gerechtigkeit“.
Si vivis Romae, Romano vivito more.
„Wenn du in Rom lebst, sollst du nach römischer Art leben.“ – Häufige Abwandlung zu Si fueris Romae, Romano vivito more!

## Sic
Sic
„So“, „wörtlich so“ – In Klammern gesetzt – also „(sic)“ oder „[sic]“, auch mit Ausrufezeichen – gibt es an, dass das vorangehende Zitat genau wie in der Quelle wiedergegeben ist, gewöhnlich trotz Fehlern in Rechtschreibung, Grammatik, Sprachgebrauch oder Inhalt.
Sic et non
„So und nicht (so)“ – „Ja und nein“. Von Abaelard entwickelte scholastische Methode, bei der vor Beantwortung einer Frage entgegengesetzte Meinungen von Autoritäten miteinander verglichen wurden.
Sic itur ad astra.
„So gelangt man zu den Sternen.“ – So erlangt man Ruhm. Vergil, Aeneis 9, 641
Sic luceat lux.
„So soll (euer) Licht leuchten!“ – Zitat aus dem Evangelium nach Matthäus (Mt 5,16 ): sic luceat lux vestra coram hominibus ut videant vestra bona opera et glorificent Patrem vestrum qui in caelis est
Sic passim
„So an verschiedenen Stellen“ – Bei Quellenangaben; siehe Passim
Sic prandete, conmilitones, tamquam apud inferos cenaturi!
„Kameraden, frühstückt wie Männer, die in der Unterwelt speisen werden!“
Der von mehreren antiken Autoren, in dieser Form bei Valerius Maximus, überlieferte Befehl des Feldherrn Leonidas’ I. vor der Schlacht bei den Thermopylen.
Sic semper tyrannis
„So (soll es) immer den Tyrannen (ergehen)“ – Motto des US-Bundesstaates Virginia; später Worte des Lincoln-Attentäters John Wilkes Booth, ursprünglich Brutus zugeschrieben.
Sic transit gloria mundi
„So vergeht der Ruhm der Welt“ – Wenn ein römischer Feldherr im Triumphzug einzog, hatte ein Sklave vor ihn zu treten, einen Flocken Wolle zu verbrennen und diesen Spruch zu rufen. Der Brauch wurde für den feierlichen Einzug eines neu gewählten Papstes übernommen.
Sic vos non vobis
„Ihr, aber nicht für euch“ – Das Dictum mit der zugehörigen Anekdote ist überliefert in der Vita Vergilii (Leben des Vergil) des Aelius Donatus: Es handle sich um Verse des Vergil, der in der Nacht ein Lobgedicht an die Residenz des Kaisers Augustus geschrieben habe, für das sich aber der Möchtegerndichter Bathyllus als Autor ausgegeben und die Belohnung erhalten habe. Daraufhin habe Vergil geschrieben: „Hos ego versiculos feci, tulit alter honores“ („Ich schrieb diese Verslein, die Ehren erntete der andere“) und vier Mal die Worte „Sic vos non vobis“. Da sich niemand sonst dazu in der Lage sah, ergänzte er sie selbst zu den folgenden Versen:
Sic vos non vobis aedificatis aves,

Sic vos non vobis vellera fertis oves,

Sic vos non vobis mellificatis apes,

Sic vos non vobis fertis aratra boves.
So baut ihr Nester, Vögel, nicht für euch,

so tragt ihr Wolle, Schafe, nicht für euch,

so macht ihr Honig, ihr Bienen, nicht für euch,

so zieht ihr Pflüge, Rinder, nicht für euch.

## Signetur
Signetur (sig)
„Soll bezeichnet werden“ – Vermerk auf einem ärztlichen Rezept

## Silent/Silere
Silent leges inter arma.
„Unter den Waffen schweigen die Gesetze.“
Aus der Rede Ciceros für Milo (pro Milone 10). Siehe Inter arma enim silent leges.
Silere non possum!
„Ich kann nicht schweigen!“ – oder: „Ich kann nicht still bleiben!“
Sentenz des emeritierten Papstes Benedikt XVI. zur Debatte um die Aufhebung des Zölibats als Begründung zur aufgegebenen Zurückhaltung, Anfang Januar 2020 bekannt geworden

## Simile/Similia
Simile gaudet simili.
„Ähnliches freut sich über Ähnliches.“ – „Gleich und Gleich gesellt sich gern.“
Vergleiche auch griechisch Ἀεὶ κολοιὸς παρὰ κολοιῷ ἱζάνει. – „Bei einer Dohle sitzt immer eine Dohle.“
Similia similibus curantur.
„Ähnliches wird von Ähnlichem geheilt.“ – Paracelsus
Similia similibus curentur.
„Ähnliches werde durch Ähnliches geheilt.“ – Seit 1899 Grundsatz des American Institute of Homeopathy und später der Homöopathie weltweit. Hahnemann selbst hat sich nach eigenen Angaben nicht an Paracelsus orientiert („Similia similibus curantur“).
Similia similibus solvuntur.
„Ähnliches löst sich in Ähnlichem.“ – Der Satz stammt aus der mittelalterlichen Alchemie, aus der die heutige Chemie entstand. Dort gilt er noch heute, vergleiche Hydrophilie und Lipophilie.

## Simplex
Simplex sigillum veri.
„Das Einfache ist das Siegel des Wahren“ oder „Einfachheit ist das Siegel der Wahrheit.“ – Motto des Botanikers und Mediziners Herman Boerhaave, dem der Satz manchmal auch zugeschrieben wird.

## Sine

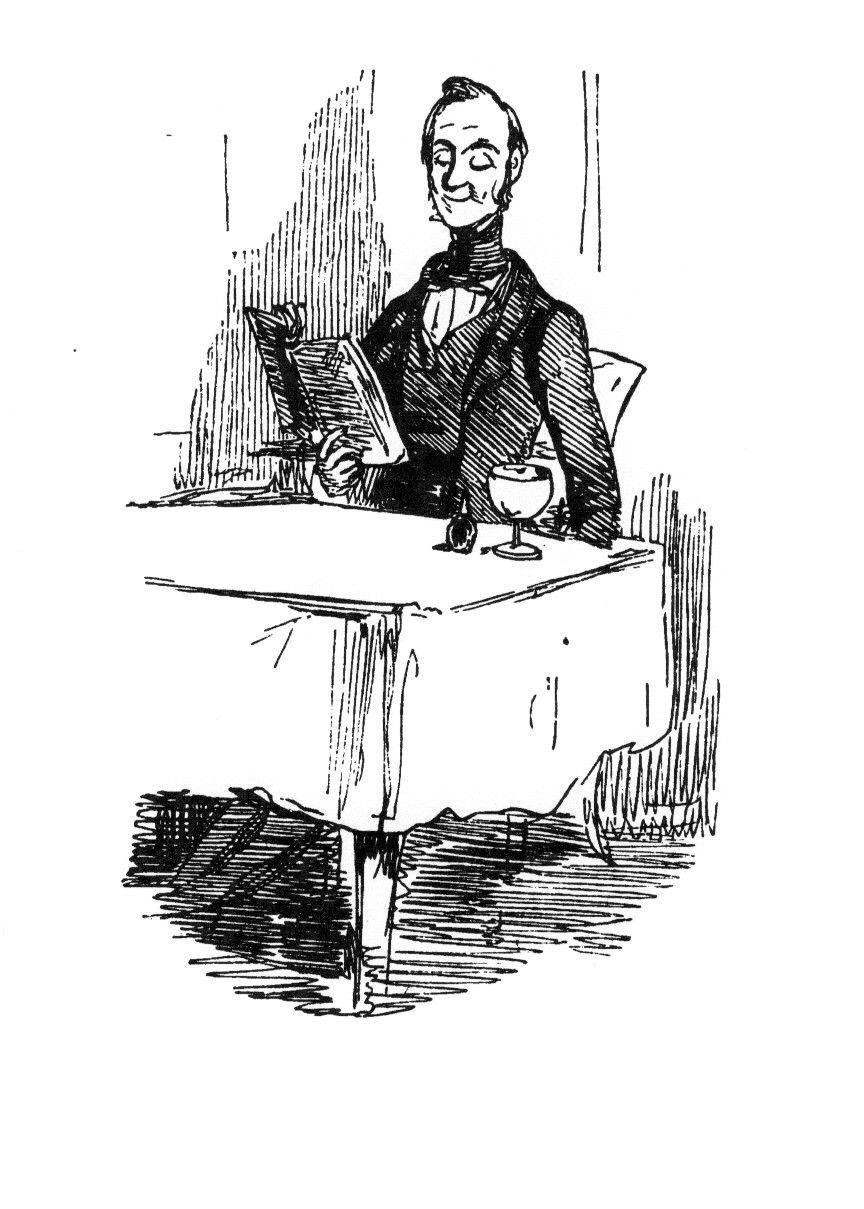
Karikatur im Buch Book of Snobs von William M. Thackeray, 1868

Sine anno (s. a.)
„Ohne Jahr“ – Wird in Bibliographien benutzt und gibt an, dass das Erscheinungsjahr nicht angegeben ist.
Sine correctione (s. c.)
„Ohne Korrektur“ – Verwendung in der Augenheilkunde, wenn die Sehschärfe ohne optische Korrektur, wie Brille oder Kontaktlinse, geprüft wird.
Sine die
„Ohne (gesetzten) Tag“
Sine dominico non possumus
„Ohne (diese) Sache des Herrn können wir nicht (leben).“ – Das Zitat wird im kirchlichen Bereich verwendet, um die Wichtigkeit von Sonntagsheiligung, Gottesdienst und Eucharistie zu betonen. Emeritus, einer der Märtyrer der heiligen Bücher, wies bei seinem Verhör durch den römischen Statthalter mit dieser später oft zitierten Antwort auf die Notwendigkeit der Abendmahlsfeier hin, die er selbst, wie viele andere Christen, trotz kaiserlichen Verbots zelebriert hatte, für die er und seine Gefährten sich aber trotz Androhung von Folter und Todesurteil entschieden hatten.
Sine ira et studio
„Ohne Zorn und Eifer“ – D. h. unparteiisch. Eine solche Darstellung kündigt Tacitus am Anfang seiner Annalen an.
Sine loco (s. l.)
„Ohne Ort“ – Wird in bibliographischen Angaben benutzt und gibt an, dass der Erscheinungsort nicht angegeben ist.
Sine loco et anno (s. l. e. a.)
„Ohne Ort und Jahr“ – Wird in bibliographischen Angaben benutzt und gibt an, dass weder Erscheinungsort, noch Erscheinungsjahr angegeben sind.
Sine nobilitate (s. nob)
„Ohne Adel“ – In britischen Schülerlisten Hinweis auf die nichtadelige Herkunft eines Schülers. Die Abkürzung gilt als eine der Erklärungen für die Herkunft des Worts Snob.
Sine nomine (s. n.)
„Ohne Namen“ – Wird in bibliographischen Angaben benutzt und gibt an, dass der Herausgeber unbekannt ist. Vgl. auch Missa sine nomine.
Sine qua non
„Ohne die nicht“ – Siehe unter Condicio sine qua non.
Sine tempore (s. t.)
„Ohne Zeit“ – Vorlesungsbeginn zur angegebenen Zeit, das heißt ohne Verspätung um die akademische Viertelstunde.

## Sint
Sint Maecenates, non deerunt, Flacce, Marones.
„Gäbe es Maecenates, Flaccus, fehlten Marones nicht.“ – Martial, Epigramme 8,56,5.
Sinn: „Wenn es mehr Mäzene gäbe, gäbe es auch mehr Künstler.“
Gaius Maecenas war ein Berater des römischen Kaisers Augustus und Förderer der Künste, dessen Namen als „Mäzen“ zum Gattungsbegriff wurde. Maro ist der Beiname des Dichters Vergil. Flaccus ist der Angeredete, der Adressat dieses Gedichts, aber auch der Beiname von Horaz. Bisweilen auch mit Lesart Nasones als letztem Wort zitiert (nach dem Beinamen Ovids).
Sint, ut sunt, aut non sint.
„Sie seien, wie sie sind, oder sie seien nicht.“
Im Zuge der Aufklärung kam es zu Angriffen auf den katholischen Orden der Jesuiten, insbesondere nachdem 1764 – beim Prozess im Gefolge eines Finanzskandals von Antoine de La Valette, dem Oberen der Jesuitenmissionare in den französischen Überseebesitzungen Süd- und Mittelamerikas – die bis dahin geheime Verfassung (Constitutiones) der Ordensgemeinschaft Gesellschaft Jesu (Societas Jesu, SJ) bekannt geworden war und damit der dem Papst geschuldete absolute Gehorsam. Noch im selben Jahr wurden alle Jesuiten, die den Treueeid auf die Krone verweigerten, vom französischen König Ludwig XV. des Landes verwiesen. Jegliche Abänderungen der Verfassung des Jesuitenordens hatte Carlo Rezzonico (1693–1769) als Papst Clemens XIII. zuvor mit der zitierten Sentenz abgelehnt; er bestätigte 1765 den Orden gegen politische Widerstände in der Bulle Apostolicum pascendi. Sein Nachfolger Clemens XIV. hob 1773 den Orden durch das Breve Dominus ac Redemptor auf (siehe auch Aufhebung des Jesuitenordens).

## Siste
Siste, viator!
„Bleib stehen, Wanderer!“ – Seit der Antike beliebter Beginn von Aufschriften auf Grabsteinen, in denen der Vorübergehende – oft vom Verstorbenen selbst – aufgefordert wird, stehenzubleiben und weiterzulesen, über die Vergänglichkeit nachzudenken oder für ihn zu beten.
Dieser Satz, metrisch Teil eines Hexameters, ist oft der Anfang eines Grabepigramms in Versform (Hexameter oder Distichon).

## Sit
Sit brevis aut nullus tibi somnus meridianus.
„Dein Mittagsschlaf sei kurz oder gar nicht.“ – Aus dem Regimen sanitatis Salernitanum (Anleitung aus Salerno zur Gesundheit, eine Zusammenstellung von Gesundheitsregeln aus der Schule von Salerno in Hexametern), Nr. 3 („de somno meridiano“/„Vom Mittagsschlaf“).
Sit levis terra
„Möge die Erde leicht sein.“ – Wunsch bei Nachrufen und Traueranzeigen
Siehe auch unten Sit tibi terra levis.
Sit nomen Domini benedictum ex hoc nunc et usque in saeculum.
Der Name des Herrn sei gepriesen von nun an bis in Ewigkeit. – Ps 113,2  in der Vulgata-Übersetzung, in der römisch-katholischen Liturgie der Beginn des feierlichen, vom Bischof oder Papst gespendeten Apostolischen Segens.
Sit nomine digna
„Möge es sich seines Namens als würdig erweisen“ – Wahlspruch Rhodesiens
Sit piger ad poenas princeps, ad praemia velox.
„Der Regent sei langsam bei den Strafen, bei den Belohnungen schnell.“ – Zitat aus den Werken des Dichters Ovid (Briefe aus der Verbannung 1,2,121).
Sit tibi terra levis (s.t.t.l.)
„Möge die Erde dir leicht sein.“ – Römischer Segenswunsch für Tote, in dieser Form überliefert durch Martial. In anderer Formulierung bei Tibull und Ovid. Das Bild wurde vorher schon im Griechischen verwendet.
Der gegenteilige Satz „sit tibi terra gravis urgeat ossa lapis“ (Sei die Erde dir schwer, drücke der Stein dein Gebein) wird als Fluch gegen Feinde verwendet. Er ist ein abgewandeltes Zitat aus einem Gedicht von Tibull. Sinngemäß auch bei Seneca: „istam terra defossam premat, gravisque tellus impio capiti incubet“ (Möge die Erde diese Begrabene drücken // und schwer auf dem gottlosen Haupte liegen).
Sit venia verbo
„Der Ausdruck sei entschuldigt.“ – D. h. „mit Verlaub“; andere Variante: Salva venia.
Sit vera et sincera amicitia.
„Es sei eine wahre und aufrichtige Freundschaft.“ – Motto des Westfälischen Friedens, mit dem der Dreißigjährige Krieg beendet wurde.

## Sociale
Sociale animal
„Gesellschaftliches Tier“ – Zoon politikon ist eine auf den Philosophen Aristoteles zurückgehende Wesensbestimmung des Menschen. Sie besagt, dass der Mensch ein soziales, auf staatliche Gemeinschaft angelegtes und sie bildendes Lebewesen ist – u. a.; denn man darf nicht übersehen, dass Aristoteles diese Aussage in der Nikomachischen Ethik (1162 a) erheblich relativiert: Der Mensch sei „aufgrund seiner Natur mehr ein zoon syndyastikon (ein für eine Gemeinschaft zu Zweien bestimmtes Lebewesen) als ein zoon politikon“.

## Societas

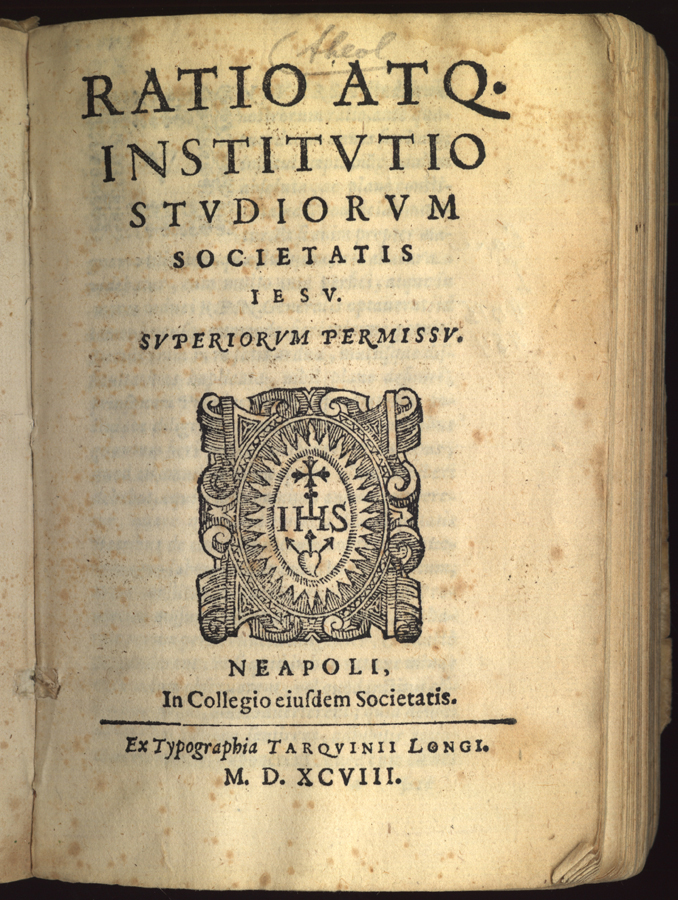
Ratio studiorum der Societas Jesu

Societas Jesu (SJ)
„Gesellschaft Jesu“ – Die Gesellschaft Jesu ist eine katholische Ordensgemeinschaft, deren Mitglieder als Jesuiten bezeichnet werden. Die Bezeichnung „Jesuiten“ wurde zunächst als Spottname gebraucht, später aber auch vom Orden selbst übernommen.
Societas leonina
„Löwengesellschaft“ – Ein Leoninischer Vertrag ist ein Gesellschaftsvertrag, nach dem alle Gesellschafter das Risiko tragen, jedoch nur ein Gesellschafter den Gewinn ausgeschüttet erhält. Der Begriff bezieht sich auf eine Fabel des Äsop, in der alle Tiere an der Jagd teilnehmen müssen, der Löwe (lateinisch Leo) jedoch die gesamte Beute für sich behielt.
Societas Missionariorum Africae
„Gesellschaft der Afrikamissionare“ – Weiße Väter (lat. Patres Albi PA, franz. Pères Blancs) – eigentlich Gesellschaft der Missionare von Afrika – nennt man eine römisch-katholische Ordensgemeinschaft, die 1868 vom Erzbischof von Algier für die Afrikamission gegründet wurde.
Societas perfecta
„Vollkommene Gemeinschaft“ – In der politischen Philosophie, der katholischen Ekklesiologie und dem katholischen Kirchenrecht eine in dem Sinn autarke oder unabhängige Gemeinschaft, dass sie alle zur Verwirklichung ihres (umfassenden) Ziels notwendigen Mittel und Bedingungen selbst besitzt und keiner übergeordneten Gemeinschaft unterworfen ist.
Societas Verbi Divini
„Gesellschaft des Göttlichen Wortes“ – Die Steyler Missionare sind eine römisch-katholische Ordensgemeinschaft, benannt nach dem kleinen Gründungsort Steyl, heute ein Stadtteil von Venlo (Stadtteil Steijl) in den Niederlanden.

## Sol

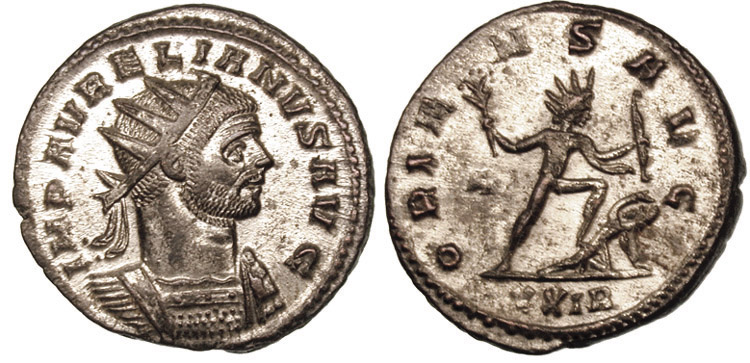
Münze des Kaisers Aurelian, rechts (Rückseite) ist Sol zu erkennen

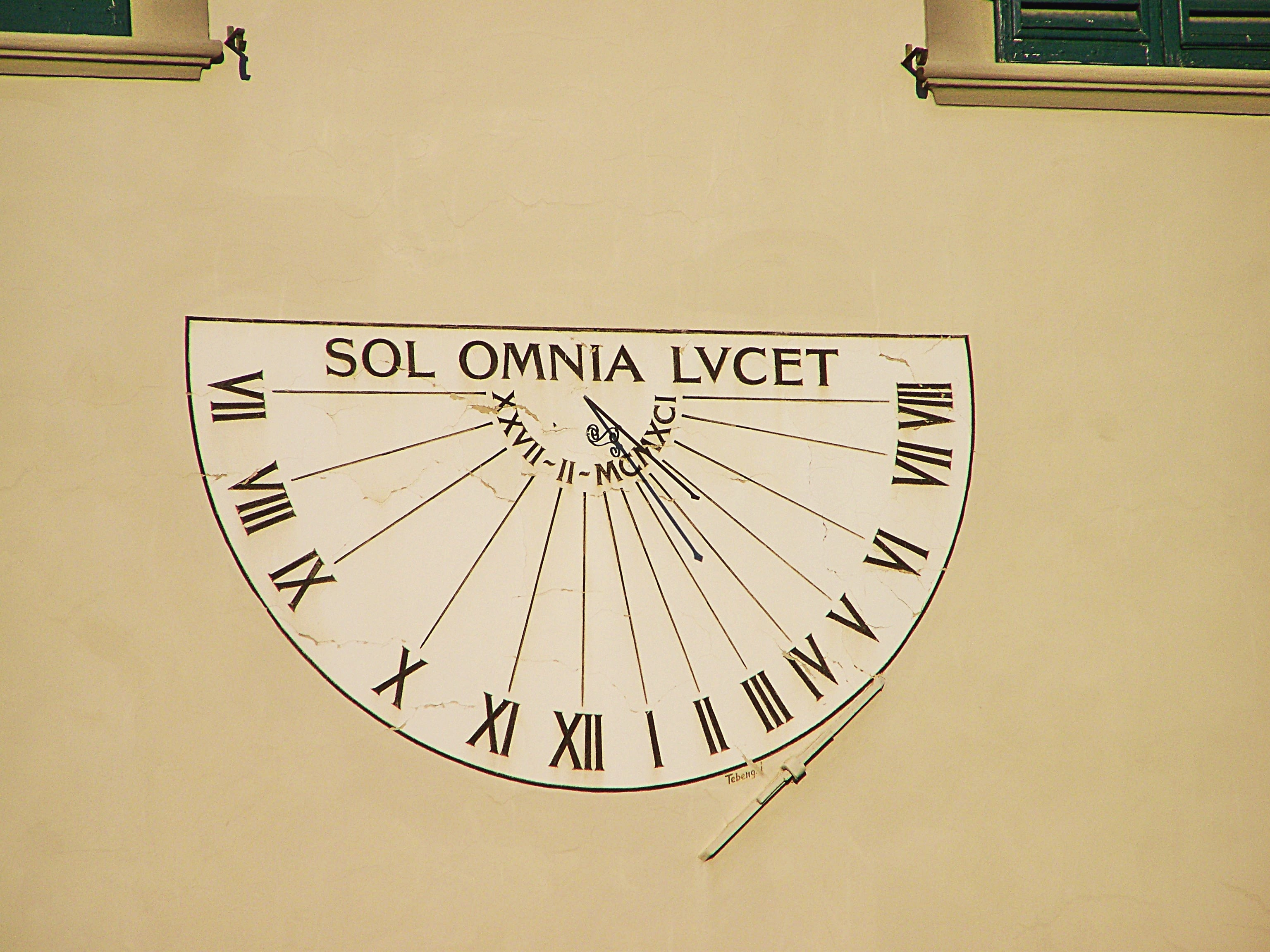
Sol omnia lucet.

Sol Invictus
„Der unbesiegte Sonnengott“ – Sol ist der antike römische Sonnengott. Kaiser Aurelian besiegte 272 das Heer der palmyrenischen Herrscherin Zenobia und begab sich dann in den Elagabal-Tempel, um dem Gott für Hilfe in der Schlacht zu danken. Zwei Jahre später errichtete er in Rom dem Sol Invictus einen Tempel, erhob ihn zum Schutzherrn des ganzen Reichs und richtete für ihn einen Staatskult ein.
Sol iustitiae illustra nos.
„Sonne der Gerechtigkeit, erleuchte uns!“ – Motto der Universität Utrecht
Sol lucet omnibus.
Sol omnibus lucet.
„Die Sonne scheint für alle.“
Ursprünglich von Titus Petronius Arbiter aus dem „Satyricon“ (Kapitel 100) in der Variante „Sol omnibus lucet“.
„Sol lucet omnibus“ ist eine spätere Variante, die omnibus betont und passender mit „Für alle scheint die Sonne“ (oder „Allen scheint die Sonne“) zu übersetzen wäre.
Sol omnia lucet.
„Die Sonne bescheint alles.“
Sol omnia regit.
„Die Sonne beherrscht alles.“ – Inschrift am Museum der polnischen Stadt Frombork (Frauenburg), dem Wirkungsort von Nicolaus Copernicus.
Sol testis meus.
„Die Sonne ist mein Zeuge.“ – Wappenspruch der kanadischen Stadt Aurora

## Sola

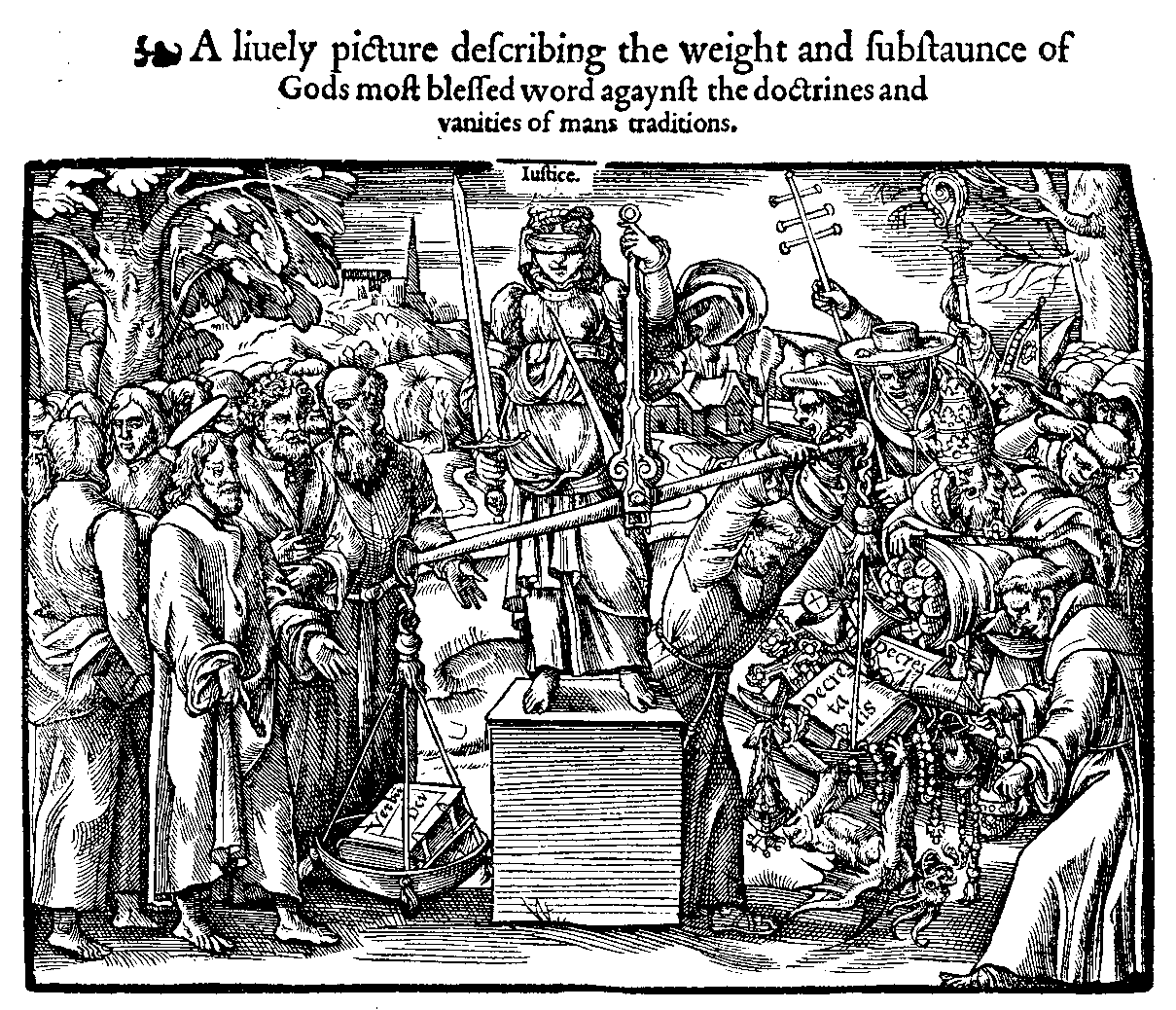
Propagandistische Allegorie des Prinzips sola scriptura

Sola bona quae honesta
„Nur gut (ist), was ehrenhaft (ist)“ – Ausschnitt aus Tacitus, Historiae 4,5, wo der stoische Wertekanon referiert wird: Allein Ehrenhaftes ist gut, allein Schändlichkeit schlecht; hingegen Macht, Adel und andere äußere Größen indifferent. – Motto des Kurfürsten Ernst-August von Braunschweig-Lüneburg (1629–1698).
Sola fide
„Allein durch den Glauben“ – Der Begriff ist ein Grundsatz der Reformation im Christentum. Er drückt die Idee aus, dass ein Mensch sich die Anerkennung Gottes nicht durch Werke verdienen kann, sondern diese allein durch seine Glaubensbeziehung zu Gott bekommt, welche allein von Gott ausgeht.
Sola gratia
„Allein durch Gnade“ – Der Begriff drückt die Idee aus, dass ein Mensch nicht durch sein Handeln Gnade Gottes erwarten kann. Die bedeutendste biblische Grundlage für diesen Gedanken stellt Römer 3,21–28 LUT dar.
Sola scriptura
„Allein durch die (Heilige) Schrift“ – Gemäß diesem Prinzip ist die Bibel die hinreichende Vermittlerin des Heils und benötigt keine Ergänzung durch kirchliche Traditionen. Die Wendung „sola scriptura“ geht zurück auf Martin Luthers Formulierung, dass allein die Schrift Königin sei, welche er in seiner Rechtfertigung Assertio („Freiheitserklärung“) von 1520 gegen die von Leo X. ausgestellte Bannandrohungsbulle verwendete.

## Soli

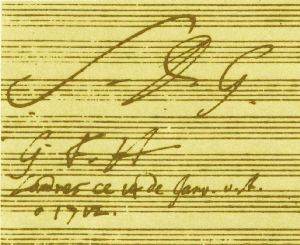
„Soli Deo gloria“ (S. D. G.) in einem Autograph Georg Friedrich Händels

Soli Deo.
(„Nur für) Gott allein.“ – Zusammengeschrieben auch ein anderer Ausdruck für den Pileolus, eine Kopfbedeckung, die ursprünglich bei hohen Geistlichen die Tonsur bedeckte und der nur bei der Eucharistie als Zeichen der Ehrfurcht vor Gott abgesetzt wird.
Soli Deo Gloria.
„Gott allein sei Ehre!“ – Signum am Anfang oder am Ende einiger künstlerischer Werke des Mittelalters und des Barock, auch als Abkürzung S. D. G. Der Autor macht so deutlich, dass er sein Werk als Lob Gottes versteht. Komponisten wie Johann Sebastian Bach und Georg Friedrich Händel unterzeichneten die meisten ihrer Werke mit dieser Signatur. Oftmals sogar anstelle des eigenen Namens.
Soli homini datum est loqui, cum solum sibi necessarium fuerit.
„Nur dem Menschen wurde es gegeben zu sprechen, weil nur er es nötig hatte.“ – Dante Alighieri, de vulgari eloquentia 1,2,1.
Vollständig lautet diese Stelle folgendermaßen: „Eorum que [sic!] sunt omnium soli homini datum est loqui, cum solum sibi necessarium fuerit. Non angelis, non inferioribus animalibus necessarium fuit loqui“ („Von allen vorhandenen <Lebewesen> wurde einzig dem Menschen gegeben zu sprechen, weil nur er es nötig hatte. Nicht für die Engel und nicht für niedrigerstehende Lebewesen war die Sprache nötig“).

## Solitudinem
Solitudinem quaerat, qui vult cum innocentibus vivere.
„Die Einsamkeit muss aufsuchen, wer mit Schuldlosen leben will.“ – Publilius Syrus

## Solus
Solus Christus
„Christus allein“ – Dieser Begriff bedeutet in der lutherischen Theologie, dass allein Christus mit seinem Heilswerk die Erlösung des sündigen Menschen erwirkt.

## Somnus
Somnus est imago mortis.
„Der Schlaf ist ein Abbild des Todes.“ – Zitiert nach Ciceros Tusculanae disputationes (1, 38).

## Spectatum
Spectatum veniunt, veniunt, spectentur ut ipsae.
„Sie kommen, um zu sehen, sie kommen, um selbst gesehen zu werden.“ –  Ovid gibt in seiner Ars amatoria den Rat, dass man im Theater gut Bekanntschaften machen kann, denn die Frauen kämen nicht nur, um das Schauspiel anzuschauen, sondern auch, um selbst gesehen zu werden.

## Spiritus
Spiritus rector
„Geist als Führer“ – Dieser Phraseologismus bezeichnet eine Person, von der sich eine Gemeinschaft geistig leiten lässt.
In der Alchemie war spiritus rector eine Bezeichnung für das geistige Prinzip, das alle Dinge zusammenhält.
Spiritus spirat, ubi vult.
„Der Geist atmet, wo er will.“

## Splendide

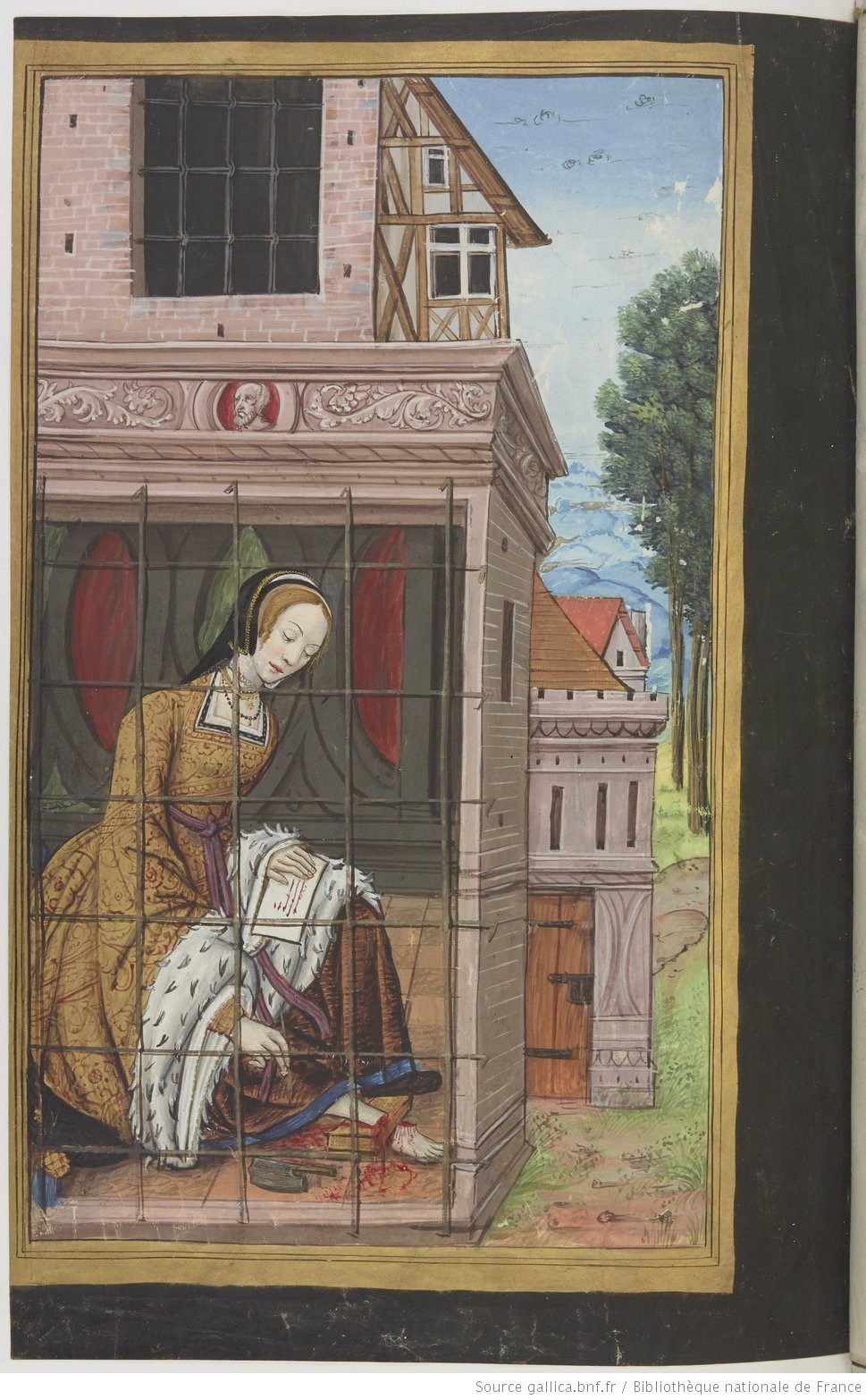
Hypermestra schreibt an Lynkeus (Illustration zu den Heroides des Ovid)

Splendide mendax
„bewundernswert heuchlerisch/lügnerisch“ – Horaz, carmen 3,11,35.
Horaz preist Hypermestra, die einzige der fünfzig Töchter des Danaos, die entgegen dem Befehl des Vaters ihren Gatten in der Hochzeitsnacht nicht erdolchte:
Una de multis face nuptiali

digna periurum fuit in parentem

splendide mendax et in omne virgo

nobilis aevom
Ein einziges Mädchen von den vielen war,

würdig des hochzeitlichen Fackelzugs,

gegenüber ihrem meineidigen Vater

bewundernswert heuchlerisch und bleibt in

alle Ewigkeit berühmt.
Jonathan Swift benutzte den Ausdruck als Pseudonym in seinem satirischen Roman Gullivers Reisen.

## Splendor

Wappen der kanadischen Provinz British Columbia

Splendor sine occasu
„Pracht ohne Einschränkung“ – Wahlspruch der kanadischen Provinz British Columbia, der auf die Küste zum Pazifik, die Gipfel der Rocky Mountains und die üppigen Wälder der Provinz anspielt.

## Sta/Stabat/Stante

Mater Dolorosa von Tizian

Sta verbo!
„Steh zum Wort“ – Bildungssprachlich: Steh zu deinem Wort! – Halte dich an das, was du gesagt hast.
Die Wendung ist unter anderem belegt in einem Schreiben von Heinrich Hansjakob an Konstantin Fehrenbach nach dessen aufsehenerregender, in freier Rede ohne Manuskript gehaltenen Reichstagsrede vom 4. Dezember 1913 im Zuge der Zabern-Affäre.
„Sta verbo! Dann werden Sie ein echter Volksmann werden und bleiben. Senden Sie mir Ihre Rede nach dem Stenogramm.“
Sta, viator.
„Bleib stehen, Wanderer!“ – In Gustave Flauberts Roman Madame Bovary kommt diese Wendung in der Grabinschrift für Emma Bovary vor:
„Sta viator! amabilem coniugem calcas!“ – „Halt ein Wanderer! Du trittst vor einer liebenswerten Ehefrau.“
Im Roman heißt es:
„Als Inschrift fand Homais nichts schöner als: Sta viator! Diese Worte schlug er immer wieder vor. Er war richtig vernarrt in sie. Beständig flüsterte er vor sich hin: »Sta viator!« Endlich kam er auf: Amabilem coniugem calcas! Das wurde angenommen.“
Stabat mater.
„Die Mutter stand.“ – Das „Stabat mater“ (nach dem Gedichtanfang: „Stabat mater dolorosa“ – „Es stand die Mutter schmerzerfüllt“) ist ein mittelalterliches Gedicht, das die schmerzensreiche Maria (hier Mater Dolorosa) in ihrem Schmerz um den Gekreuzigten Jesus besingt. Es beginnt mit der folgenden Strophe:
Stabat mater dolorosa

Juxta crucem lacrimosa,

Dum pendebat filius.

Cujus animam gementem

Contristatam et dolentem

Pertransivit gladius.
Stante pede
„Stehenden Fußes“ – D. h., ohne dass man durch Weggehen Zeit verliert. Bildungssprachlich: sofort, ohne zu zögern.
Die Wendung ist kein klassisches Latein. Die deutsche Übertragung erfolgte kaum vor dem 18. Jahrhundert.

## Stat

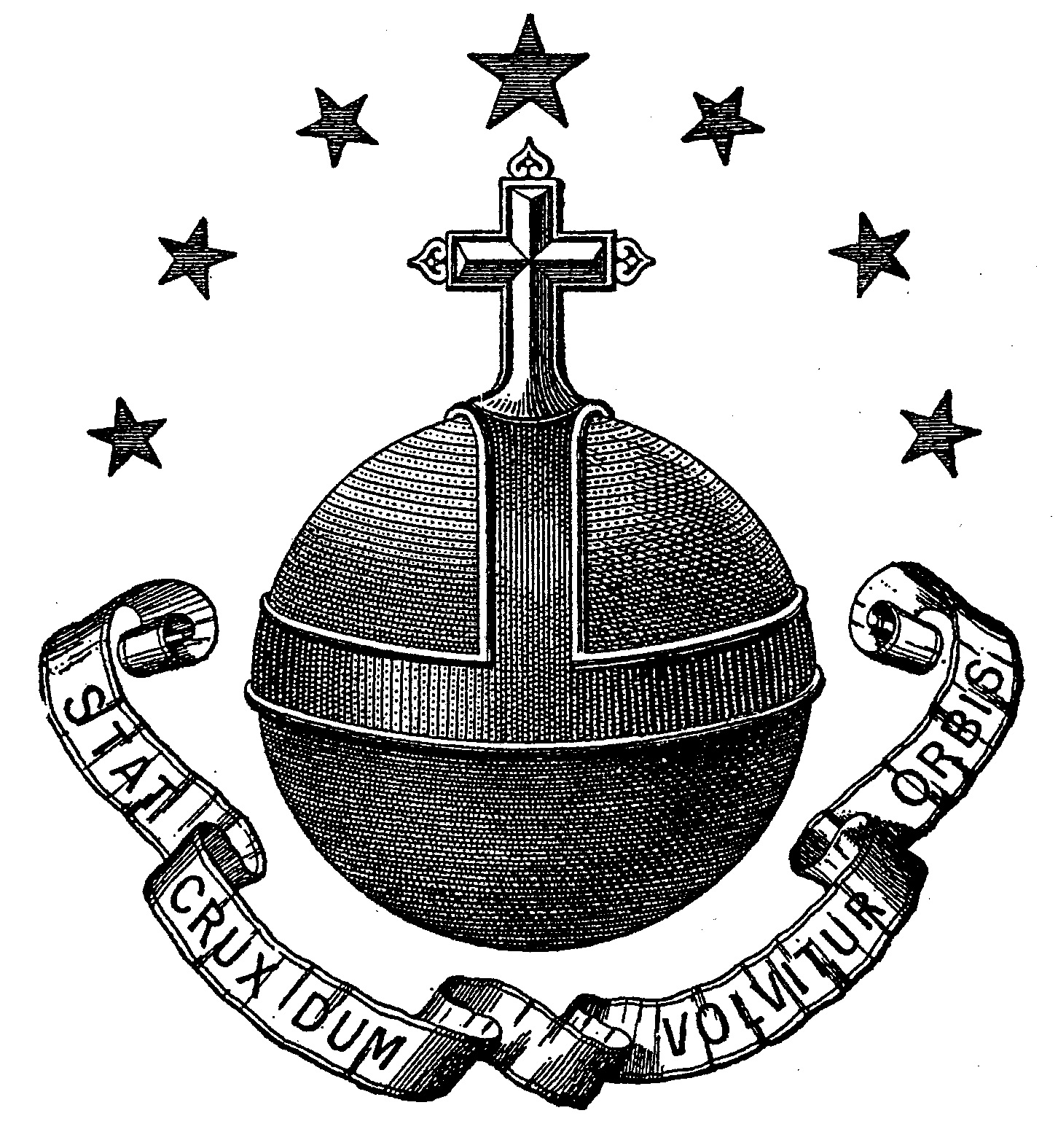
Wappen des Kartäuser-Ordens mit dem Motto: „Stat crux dum volvitur orbis“

Stat crux, dum volvitur orbis.
„Das Kreuz steht fest, während die Welt sich dreht“ – Wahlspruch des Kartäuser-Ordens, eines Halb-Eremiten-Ordens, der auf den Heiligen Bruno von Köln zurückgeht.
Stat magni nominis umbra.
„Als Schatten eines großen Namens steht er da.“ – Zitat aus der Pharsalia des römischen Dichters Marcus Annaeus Lucanus
Stat pro ratione numerus.
„An der Stelle der Vernunft steht die Zahl.“ – Diktum des preußischen Reichskanzlers Otto von Bismarck, mit dem er das Mehrheitsprinzip bei demokratischen Entscheidungen kritisierte. Zur Herkunft des Spruchs siehe „Stat pro ratione voluntas“!
Stat pro ratione voluntas.
„An der Stelle einer Begründung steht der Wille.“ – Juvenal. Es geht dort um eine Frau, die aus nichtigen Gründen den Tod eines Sklaven will und herrschsüchtig sagt:
„O du Narr, ist denn der Sklave ein Mensch? Er mag nichts angestellt haben, sei’s drum: Dies will ich, so befehle ich’s, statt einer Begründung gilt mein Wille.“
Stat sua cuique dies.
„Jedem ist sein Tag bestimmt.“ – Zitat aus der Aeneis des römischen Dichters Vergil (Buch 10, 467):
„Da aber sprach der Vater zum Sohne mit freundlichen Worten: ‚Jedem steht fest sein Tag; kurz ist und unwiederbringlich allen des Lebens Zeit: doch Ruhm ausstrahlen und Tatkraft, das ist Mannes Werk …’“
Der Begriff Tag steht hier euphemistisch für den Todestag.

## State
State in Fide.
„Steht fest im Glauben!“ – Wahlspruch von Kardinal Karl Lehmann (vergleiche 1. Brief des Paulus an die Korinther, 16,13 ).

## Statim
Statim (stat)
„Sofort“ – Vermerk auf ärztlichen Anordnungen

## Status
Status quo (ante)
„Der Zustand, in dem (sich etwas befindet/zuvor befand)“ – Nämlich zu einem bestimmten Zeitpunkt oder vor einem bestimmten Ereignis

## Stella

Wappen von Mauritius

Stella clavisque Maris Indici
„Stern und Schlüssel des Indischen Ozeans“ – Wappenspruch der Insel Mauritius, die im Südwesten des Indischen Ozeans liegt
Stella Maris
„Stern des Meeres“/„Meerstern“ – schmückender Beiname für Maria, die Mutter Jesu. Unter diesem Namen ist sie die Schutzpatronin der Seeleute und symbolisiert den rettenden Stern, der die Richtung weist.

## Stet
Stet
„Soll stehen bleiben.“ – Korrekturvermerk, der besagt, dass etwas zuvor Getilgtes oder zur Tilgung Markiertes beibehalten werden soll.

## Studium
Studium quid inutile temptas?
„Mit was für unnützem Zeug befasst du dich?“ – Das wirft Ovids Vater dem Sohn vor (Tristia) 4,10,21, weil dieser, statt den Brotberuf eines Redners zu erlernen, lieber Gedichte verfasst; nicht einmal Homer habe Reichtümer hinterlassen (v. 22: „Maeonides nullas ipse reliquit opes“).
Siehe auch: Quod temptabam scribere, versus erat.

## Stulti/Stultorum/Stultum/Stultus
Stulti est se ipsum sapientem putare.
„Es zeugt von Dummheit, sich selbst für weise zu halten.“ – Sprichwort
Stultorum infinitus est numerus.
„Der Irren Zahl ist grenzenlos.“
Stultorum plena sunt omnia.
„Die Welt ist ein Irrenhaus“ – Cicero
Stultorum regum et populorum aestus
„Hitze törichter Könige und Völker“ – Die Ilias schildert nach Horaz die Zornausbrüche dummer Könige und Völker.
Stultum facit Fortuna, quem vult perdere.
„Das Schicksal schlägt den mit Dummheit, den es vernichten will.“
Stultus est.
„Er ist dumm.“ – In Philae, einer durch den Assuan-Staudamm überfluteten Insel im ägyptischen Niltal, findet sich das Graffito „B Mure Stultus Est.“ – „B Mure ist dumm.“ Vermutlich handelt es sich um einen Soldaten aus Napoléons Heer oder um einen englischen Reisenden späterer Zeit.

## Stupor
Stupor mundi
„Das Staunen der Welt“ – Bezeichnung, unter der Friedrich II. bekannt war. Er gilt allgemein als ein „Wunderwesen“ unter den deutschen Herrschern des Mittelalters.

## Sua/Suae
Sua sponte
„Aus eigenem Antrieb“ – Aus der Gesetzessprache; auch Motto der U.S. Army Rangers
Suae quisque fortunae faber est.
„Jeder ist seines Glückes Schmied.“ – Eine von Appius Claudius Caecus (340–273 v. Chr.) stammende Sentenz, die als Zitat in indirekter Rede durch (Pseudo-)Sallust (Appendix Sallustiana: Epistulae ad Caesarem senem de re publica 1,1.2) überliefert ist: „[…] quod in carminibus Appius ait fabrum esse suae quemque fortunae“ („was in seinen Gedichten Appius sagt, Schmied sei ein jeder seines eigenen Glücks/Schicksals“).
Variante: Quilibet fortunae suae faber.

## Suave/Suavis/Suaviter
Suave, mari magno turbantibus aequora ventis,
e terra magnum alterius spectare laborem.
„Es ist angenehm bei hoher See und das Meer aufwühlenden Winden,
vom Land aus, die große Mühe eines anderen anzusehen.“
Zitat aus den Werken des römischen Dichters Lukrez, das vollständig folgendermaßen lautet:
Suave mari magno turbantibus aequora ventis

e terra magnum alterius spectare laborem,

non quia vexari quemquam est iucunda voluptas,

sed quibus ipse malis careas quia cernere suave est
Wonnevoll ist’s bei wogender See, wenn der Sturm die Gewässer

Aufwühlt, ruhig vom Lande zu sehn, wie ein andrer sich abmüht,

Nicht als ob es uns freute, wenn jemand Leiden erduldet,

Sondern aus Wonnegefühl, daß man selber vom Leiden befreit ist.
Dieses Zitat entspricht einer Passage aus Goethes Drama Faust I, in der ein Spießbürger sagt:
Nichts Bessers weiß ich mir an Sonn- und Feiertagen

Als ein Gespräch von Krieg und Kriegsgeschrei,

Wenn hinten, weit, in der Türkei,

Die Völker auf einander schlagen.
Suavis laborum est praeteritorum memoria.
„Angenehm ist die Erinnerung an vergangene Mühen.“
Suaviter in modo, fortiter in re
„Gemäßigt in der Art, hart in der Sache“ – Motto der Jesuiten, das von Claudio Acquaviva, dem fünften General der Societas Jesu stammt.
Variante: Fortiter in re, suaviter in modo.

## Sub

Wappen der University of Adelaide

Sub conditione Jacobea
„Unter dem jakobeischen Vorbehalt“ – siehe unter Conditio Jacobaea („So Gott will und wir am Leben sind.“)
Sub cruce lumen
„Licht unter dem Kreuz“ – Motto der australischen University of Adelaide, das sich wohl auf das Kreuz des Südens bezieht.
Sub iudice
„Beim Richter“ – Von einem Rechtsfall, der noch nicht entschieden ist und noch nicht öffentlich diskutiert werden kann.
Sub limite (s. l.)
„Unterhalb der Grenze“ – Ein Korrekturvermerk, der besagt, dass eine Klausur deutlich die Anforderungen verfehlt, sodass sich eine Berechnung der Punkte erübrigt.
Sub omni canone
„Unter jeder Richtschnur“ Auch in der Form „Sub omnibus canonibus“ bekannt. Die Wendung hat nichts mit Kanonen zu tun, sondern mit dem Kanon, aber „Unter aller Kanone“ leitet sich von ihr ab.
Sub rosa
„Unter der Rose“ – Die Rose als Zeichen der Verschwiegenheit geht auf die Beobachtung zurück, dass die ‚Königin der Blumen‘ nicht vergessen lassen darf, was schon im Sprichwort aufscheint: „Keine Rosen ohne Dornen“. Die Römer hängten bei geheimen Besprechungen eine Rose an die Decke, damit die Anwesenden über das Gesagte schwiegen.
Sub poena (subpoena)
„Unter Strafe“ – Eine strafbewehrte Aufforderung, Vorladung
Sub sigillo confessionis
„Unter dem Beichtsiegel“ – Unter Wahrung des Beichtgeheimnisses

Wappen von Belize: „Sub umbra floreo.“

Sub solis luce miserrimum esse quam umbrarum princeps esse malle.
„Lieber der Elendste unter dem Sonnenlicht sein als der Fürst der Schatten.“ – Bezeichnende Aussage über die Jenseitsvorstellung der Griechen
Sub specie aeternitatis
„Unter dem Blickwinkel der Ewigkeit“ – Zitat aus Spinozas Ethik
Sub tuum praesidium
„Unter deinen Schutz und Schirm“ – ein Mariengebet und eine marianische Antiphon
Sub umbra floreo.
„Ich blühe im Schatten.“ – Wappenspruch des mittelamerikanischen Staates Belize
Sub voce/sub verbo (s. v.)
„unter dem Ausdruck“ bzw. seltener „unter dem Wort“
Meist in Form der Abkürzung in historischen und wissenschaftlichen Texten verwendet, dient diese Phrase als Verweis auf ein Stichwort in einem alphabetisch geordneten Nachschlagewerk. Siehe auch das seltenere ad vocem/ad hanc vocem (Abkürzung a. h. v.).

## Succisa
Succisa virescit.
„Obwohl umgehauen, treibt es wieder aus.“ – Wappenspruch des Klosters Monte Cassino, des Mutterklosters des Benediktinerordens

## Sudetia
Sudetia non cantat
„In den Sudeten singt man nicht“ – Sprichwort aus der Hanna.

## Sui
Sui generis
„Eigener Gattung“ – Einzigartig
Sui iuris
„Eigenen Rechtes“ – Frei sui iuris aus der patria potestas, wurden im römischen Recht Söhne und Töchter erst durch den Tod des pater familias, seltener durch die später häufiger werdende emancipatio, den Scheinverkauf durch den pater familias an Dritte, die dann die Freilassung aussprachen.
„Mission sui juris“ (‚Mission eigenen Rechts‘): eine direkt dem Papst unterstellte territoriale Organisationseinheit in römisch-katholischen Missionsgebieten

## Sum
Sum quod eram, nec eram quod sum; nunc dicor utrumque
„Ich bin, was ich war, war aber nicht, was ich bin; nun heiße ich beides“ – mittelalterlicher theologischer Rätselspruch
Sum quod eris/Fui quod es (sis)
„Ich bin, was du sein wirst/Ich war, was du bist“ – Inschrift auf einem Grabstein, die den Leser an die Unausweichlichkeit des Todes erinnert. Siehe auch Tu fui, ego eris.

## Summa

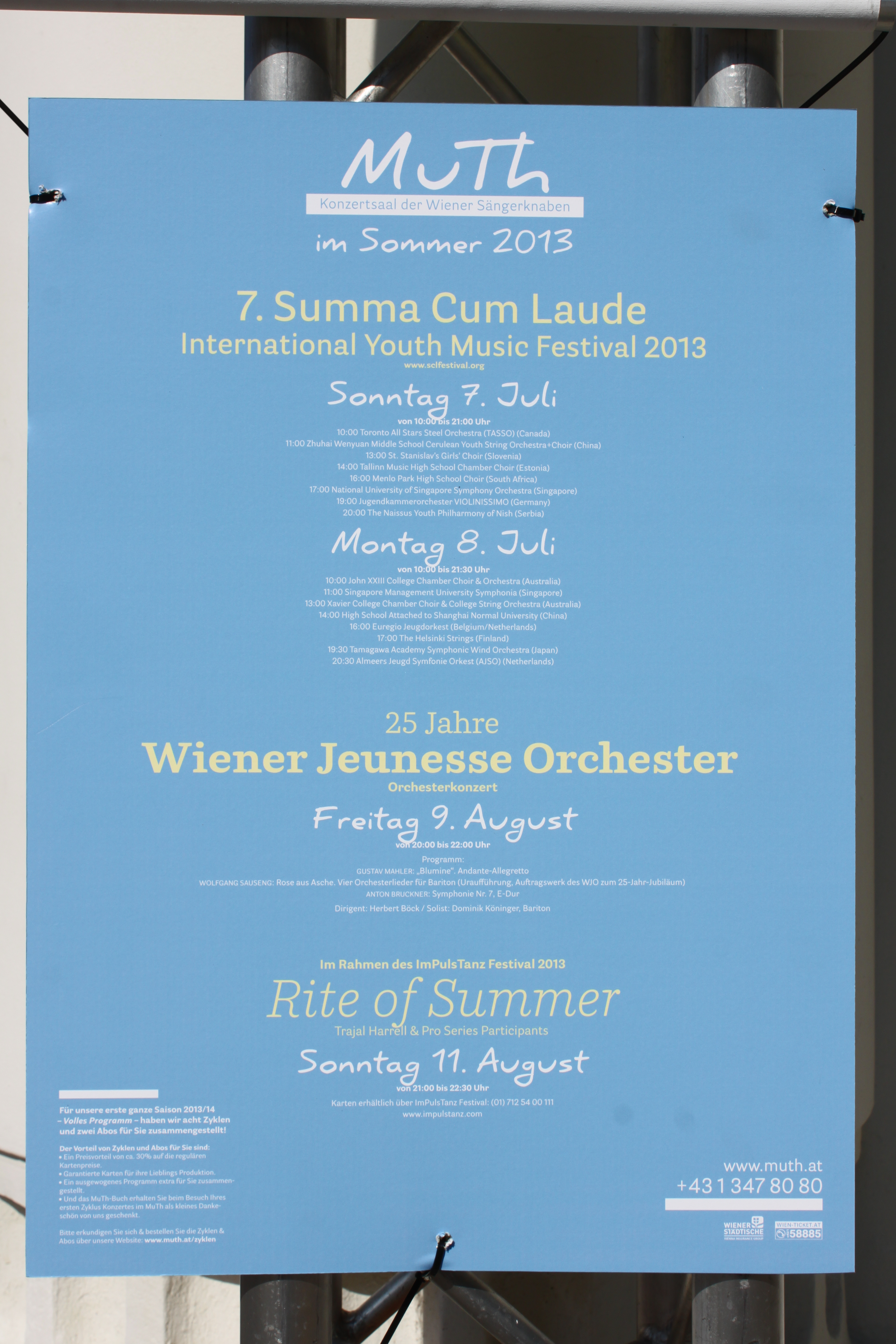
Plakat für das Musikfestival „Summa cum laude“ 2013

Summa cum laude
„Mit höchstem Lob“ – Bei einer Doktorarbeit die bestmögliche Benotung: „ausgezeichnet“, „hervorragend“
1. „summa cum laude“ (mit höchstem Lob)
2. „magna cum laude“ (mit großem Lob)
3. „cum laude“ (mit Lob)
4. „rite“ (genügend)
5. „insufficienter“ (ungenügend)

Name eines internationalen Jugendmusikfestivals in Wien
Summa potestas
„höchste Gewalt“ – Souveränität
Summa summarum (s. s.)
„Summe aller Summen“ – Das Hauptergebnis, das Ergebnis aus allem Vorigen; meist verwendet im Sinn von insgesamt, alles in allem.
Der Ausdruck kommt bei mehreren lateinischen Autoren vor; z. B. bei Plautus, Truculentus (=Griesgram, Grobian) 25; Seneca, epistulae morales 40,14 und bei Lukrez.
Summa Summarum ist auch der Titel eines Gedichts von Theodor Fontane mit dem Untertitel Alles in allem.

## Summum
Summum bonum
„Das höchste Gut“ – Der Philosoph Aristoteles spricht vom höchsten Gut als einem Prinzip, nach dem die Normen des menschlichen Handelns zu rechtfertigen sind. (Auch Finis bonorum; griechisch meist identisch mit to agathon)
Summum ius summa iniuria.
„Höchstes Recht ist höchste Ungerechtigkeit.“ – Cicero, De officiis 1,33. Cicero erläutert in diesem Zusammenhang, dass durch böswillige und spitzfindige Interpretation, die sich nur an den Buchstaben des Rechts, nicht an den Sinn und die Intention hält, aus Recht Unrecht werden kann. Er bezeichnet den Satz bereits als ein altes Sprichwort und zitiert indirekt die Komödie Heauton timoroumenos des Terenz, wo es (Vers 796) heißt „ius summum saepe summast malitia“ („Der Gipfel des Rechts ist oft der Gipfel der Böswilligkeit“).
Summum malum
„Das größte Übel.“ – Nach Thomas Hobbes ist das Ziel des Staates also nicht das Erreichen eines summum bonum (Erreichen des Besten), sondern nur das Vermeiden des summum malum (Abwenden des Schlechtesten).

## Sunt

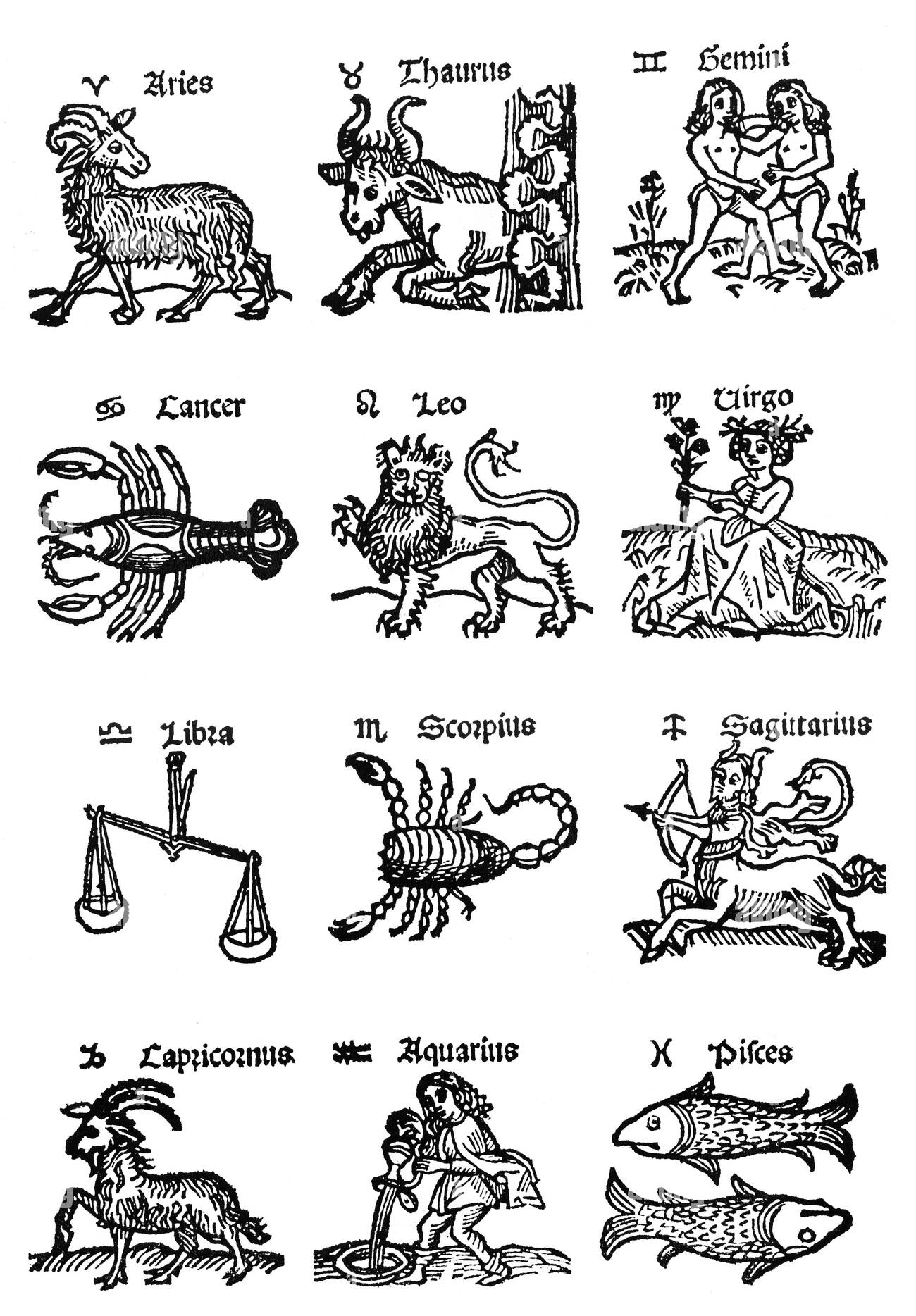
Holzschnitt der zwölf Tierkreiszeichen

Sunt Aries, Taurus, Gemini, Cancer, Leo, Virgo,
Libraque, Scorpius, Arcitenens, Caper, Amphora, Pisces.
(Die Tierkreiszeichen) „sind Widder, Stier, Zwillinge, Krebs, Löwe, Jungfrau, Waage, Skorpion, Schütze, Steinbock, Wassermann und Fische.“ – Mittelalterliches Merkverspaar (Hexameter) für die zwölf Tierkreiszeichen, beginnend mit dem Frühling.
Sunt lacrimae rerum et mentem mortalia tangunt.
„Man hat Tränen für das Geschehene, und Menschenschicksal berührt unser Herz.“ – Vergil, Aeneis 1,462
Sunt omnes unum.
„Sie sind alle eines.“ – Zitat aus Vergils Aeneis
Sunt pueri pueri, pueri puerilia tractant.
„Knaben sind Knaben, und Knaben machen Knabenhaftes.“ oder „Kinder sind (halt) Kinder, und Kinder machen Kindereien.“ – Gemeint sind mit diesem Hexametervers Dummheiten.

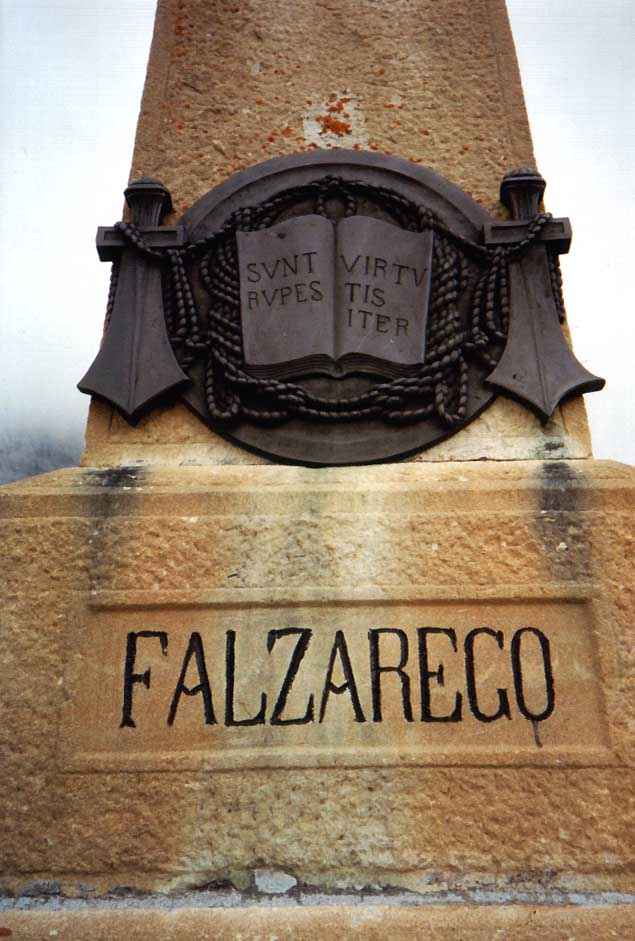
Gedenkstein am Passo di Falzarego mit der Inschrift „Sunt rupes virtutis iter“

Sunt rupes virtutis iter.
„Felsen sind der Tugend Pfad.“ – In etwa: „Felsig ist der Pfad der Tugend.“ Devise der zentralfranzösischen Stadt Tulle, der vor allem von Alpinisten und Gebirgsjägern übernommen wurde, die virtus im engeren Sinne als Tapferkeit deuten.

## Suo/Suos
Suo iure
„Aus eigenem Recht“ – Adelstitel aus eigenem Recht
Suo motu
„Aus eigenem Antrieb“
Suos cultores scientia coronat.
„Die Wissenschaft krönt diejenigen, die sie pflegen.“ – Motto der Syracuse University im US-Bundesstaat New York

## Superbia

Wappen von Manchester City

Superbia in proelio
„Stolz im Kampf“ – Motto des englischen Fußballclubs Manchester City

## Superbientem
Superbientem animus prosternet.
„Den Überheblichen wird sein Hochmut zu Fall bringen.“ – Buch der Sprüche 16,18.
Der Satz entspricht dem deutschen Sprichwort „Hochmut kommt vor dem Fall.“

## Surdo
Surdo non binas tu missas nec cane trinas.
„Für einen Tauben sing nicht zwei- oder dreimal die Messe!“ – Mittelalterliches Sprichwort in Form eines Hexameters. Etwa: „Predige nicht vergeblich tauben Ohren!“

## Sursum
Sursum corda.
„Empor die Herzen!“ – Erhebet die Herzen! Aus der Präfation der katholischen Messe.

## Sustine
Sustine et abstine.
„Ertrage und entsage!“ – Leitspruch des griechischen Philosophen Epiktet

## Sutor

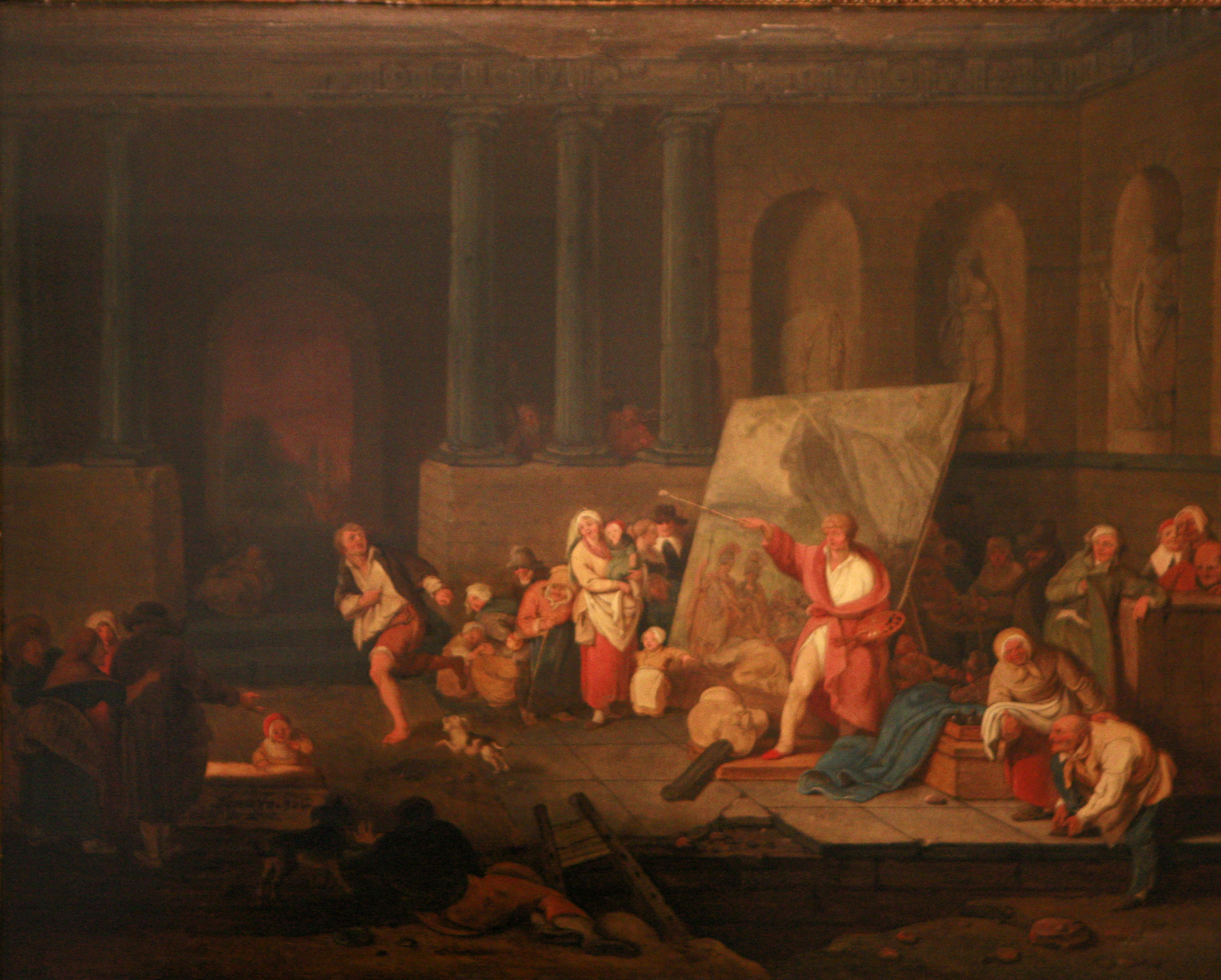
Jacques Albert Sénave: Apelles und der Schuster

Sutor, ne ultra crepidam.
„Schuster, bleib bei deinen Leisten!“ – Der Maler Apelles soll seine Gemälde so aufgestellt haben, dass er die Bemerkungen der Betrachter anhören konnte. Ein Schuster bemängelte das Fehlen einer Öse an einem gemalten Schuh, woraufhin Apelles diese ergänzte. Daraufhin kritisierte der Schuster auch noch das Bein, was Apelles mit diesem Ausruf quittierte.
Auch als „Ne sutor ultra crepidam.“ überliefert.

## Suum

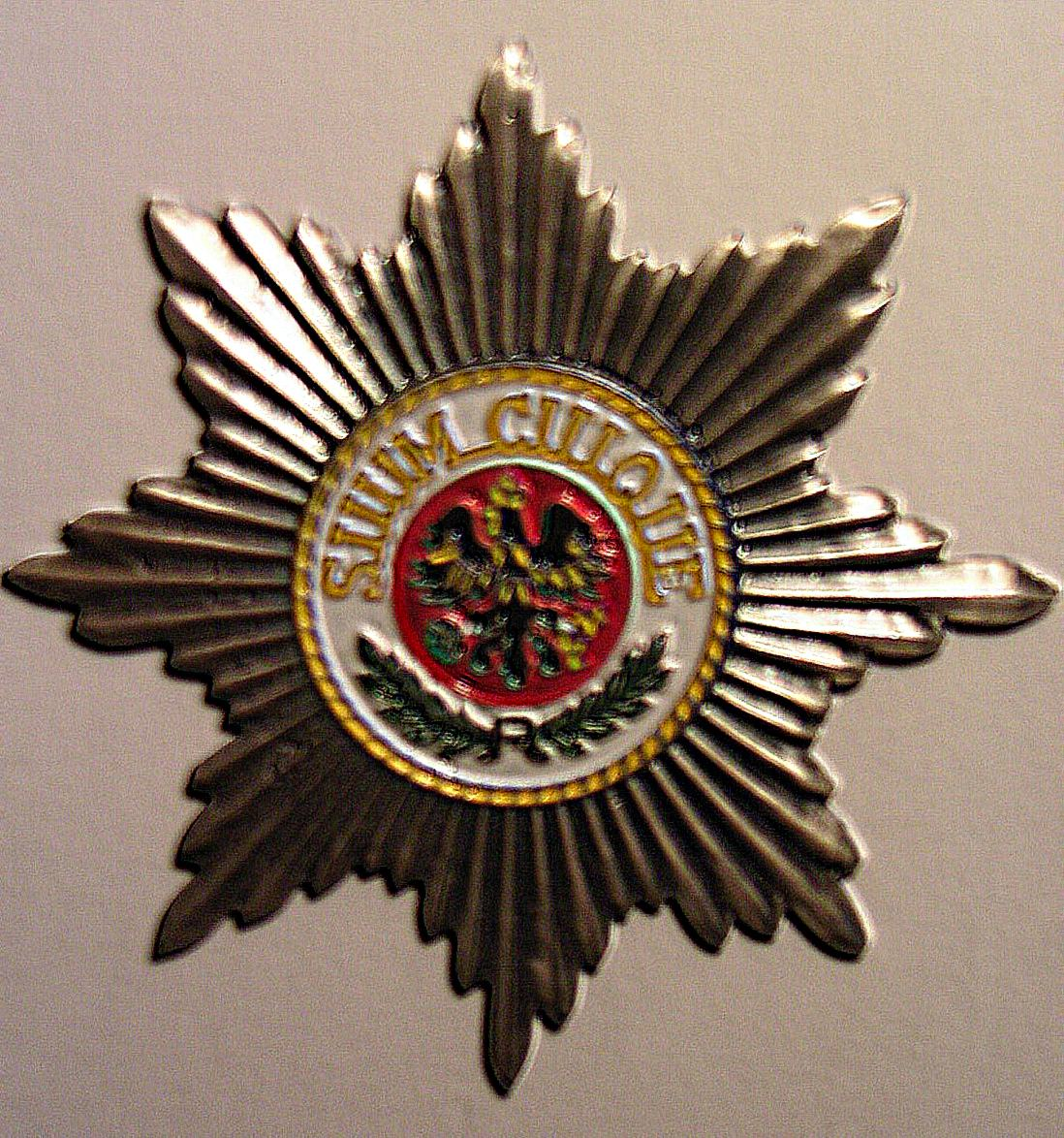
Stern des Schwarzen Adlerordens mit dem Motto: „Suum cuique“

Suum cuique
„Jedem das Seine“ – „Suum cuique“ war die Devise des Schwarzen Adlerordens, den Friedrich II. von Preußen als König immer an der Uniform trug. Heute ist dies der Leitspruch der Feldjägertruppe der Bundeswehr.
Suum cuique tribue.
„Gestehe jedem das Seine zu!“

## Sybaritica
Sybaritica calamitas
„Sybaritisches Unheil“ – Menschen, die wegen Sittenverderbnis ihren Untergang finden.
Sybaritica mensa
„Sybaritischer Tisch.“ – Üppiges Mahl. Auch syrakusischer Tisch (Syracusana mensa), weil auch die Syrakuser prächtig zu leben pflegten.